# Claus Schenk Graf von Stauffenberg

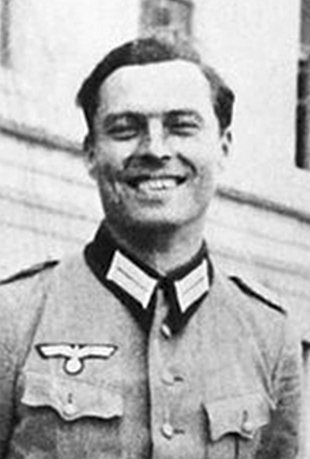
Claus Schenk Graf von Stauffenberg in Uniform, Juni 1944

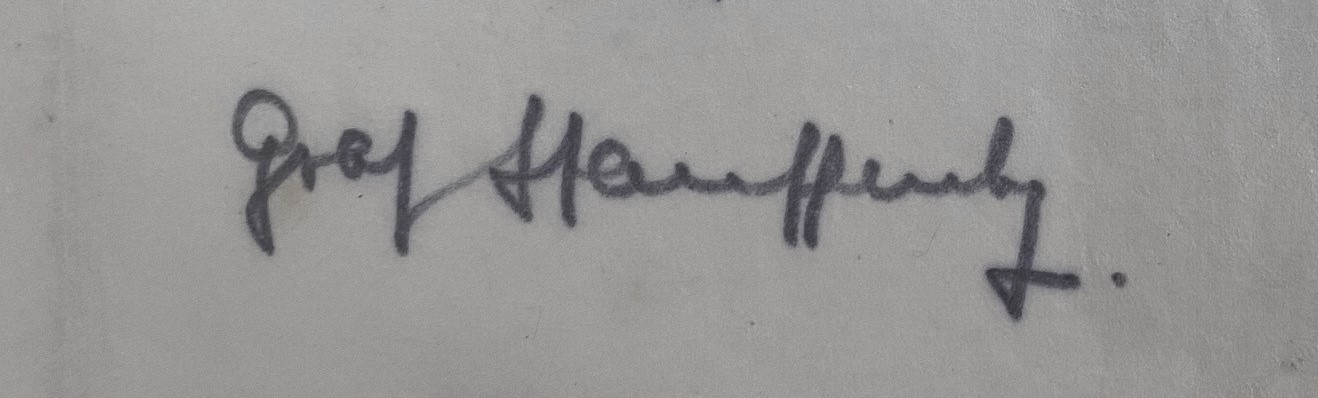
Unterschrift Claus Schenk Graf von Stauffenberg

Claus Philipp Maria Schenk Graf von Stauffenberg (* 15. November 1907 auf Schloss Jettingen, Jettingen, Königreich Bayern; † 20. Juli 1944 in Berlin) war ein deutscher Berufsoffizier der Wehrmacht und Widerstandskämpfer gegen den Nationalsozialismus.
Stauffenberg begrüßte zwar 1933 die Ernennung Adolf Hitlers zum Reichskanzler, eine innere Distanz zu Hitler und dem NS-Regime blieb jedoch. Er ist nie der NSDAP beigetreten. Entgegen der allgemeinen Euphorie unter den neuen politischen Verhältnissen verstärkte sich seine kritische und misstrauische Haltung im Laufe der Jahre, die schließlich in größere Zweifel an der Kriegsführung umschlug. Mit zunehmender Dauer des Zweiten Weltkriegs erkannte er den verbrecherischen Charakter der nationalsozialistischen Diktatur. Angesichts der Aussichtslosigkeit der militärischen Gesamtlage im Verlauf der Schlacht von Stalingrad und den verübten Verbrechen an der Ostfront, entschloss er sich zur Teilnahme am aktiven Widerstand. Stauffenberg entwickelte sich neben Henning von Tresckow zu einer der zentralen Persönlichkeiten des militärischen Widerstandes innerhalb der Wehrmacht. Als Chef des Stabes beim Befehlshaber des Ersatzheeres verübte er das Attentat vom 20. Juli 1944 auf Adolf Hitler und war entscheidend an dem anschließenden Unternehmen Walküre, dem Versuch eines Staatsstreiches, beteiligt. Nach dessen Scheitern wurde Stauffenberg gemeinsam mit seinen Vertrauten Albrecht Mertz von Quirnheim, Friedrich Olbricht und Werner von Haeften in der Nacht auf den 21. Juli 1944 im Hof des Berliner Bendlerblocks standrechtlich erschossen.

## Kindheit und Jugend

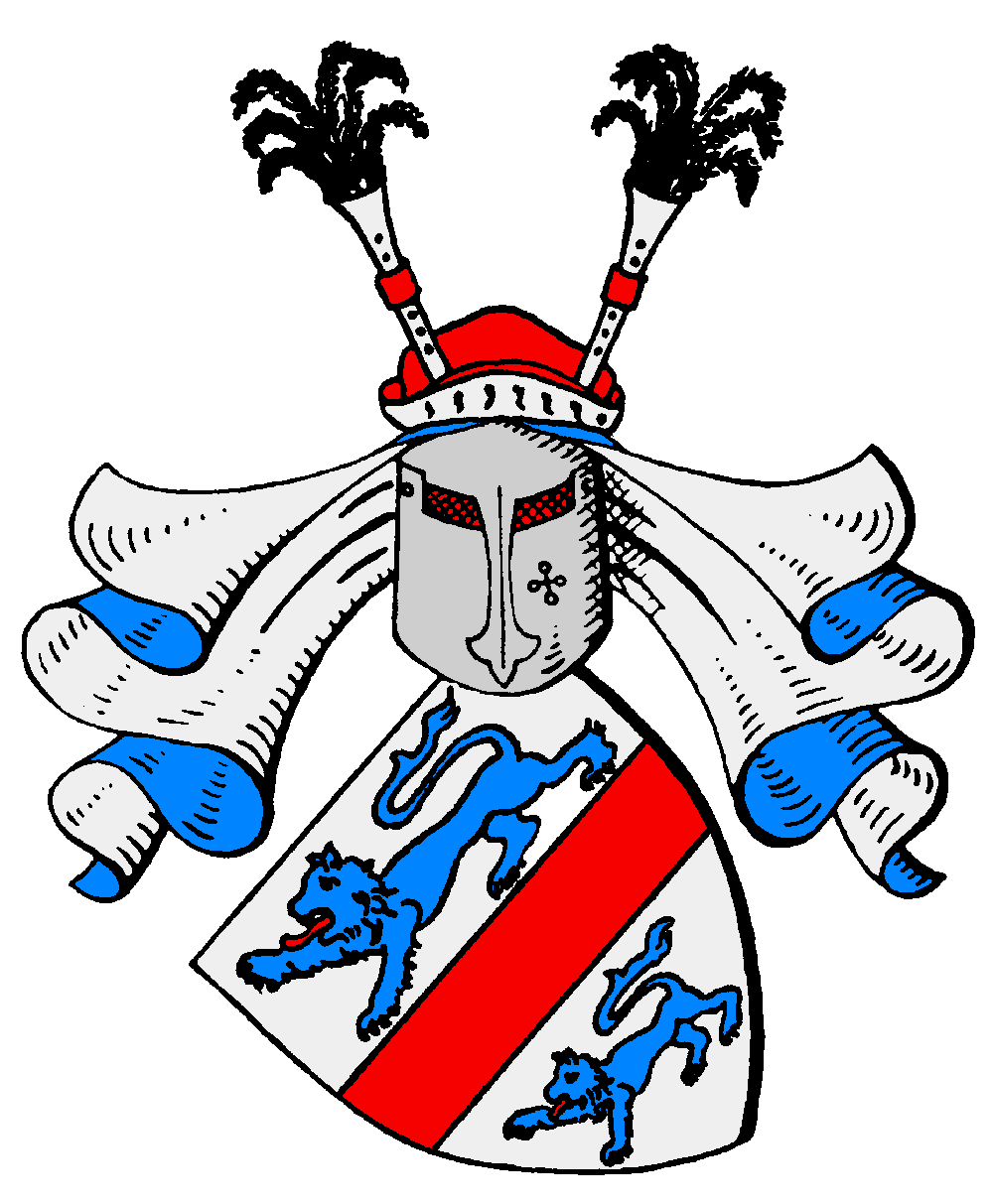
Familienwappen der Stauffenbergs

Claus Philipp Maria Schenk Graf von Stauffenberg wurde am 15. November 1907 auf Schloss Jettingen im bayerischen Jettingen geboren; sein Zwillingsbruder Konrad Maria verstarb bereits am nächsten Tag. Er war der jüngste Sohn von Alfred Schenk Graf von Stauffenberg (1860–1936) und dessen Ehefrau Caroline geb. Gräfin von Üxküll-Gyllenband (1875–1956). Die Ahnenreihe des schwäbisch-fränkischen Adelsgeschlechts der Grafen Stauffenberg ist bis ins 13. Jahrhundert urkundlich nachweisbar, der Grundbesitz lag im bayerischen Schwaben, Württemberg und in Oberfranken. Zahlreiche Familienmitglieder hatten eine Laufbahn im Militär, als hohe Beamte oder Politiker eingeschlagen. Mutter Caroline entstammte der deutsch-baltischen Familie Üxküll-Gyllenband. Mit Alexander und Berthold hatte er zwei ältere Brüder, die ebenfalls Zwillinge waren. Der bedeutende preußische Heeresreformer August Neidhardt von Gneisenau war sein Urgroßvater mütterlicherseits, Caesar von Hofacker war Stauffenbergs Cousin.

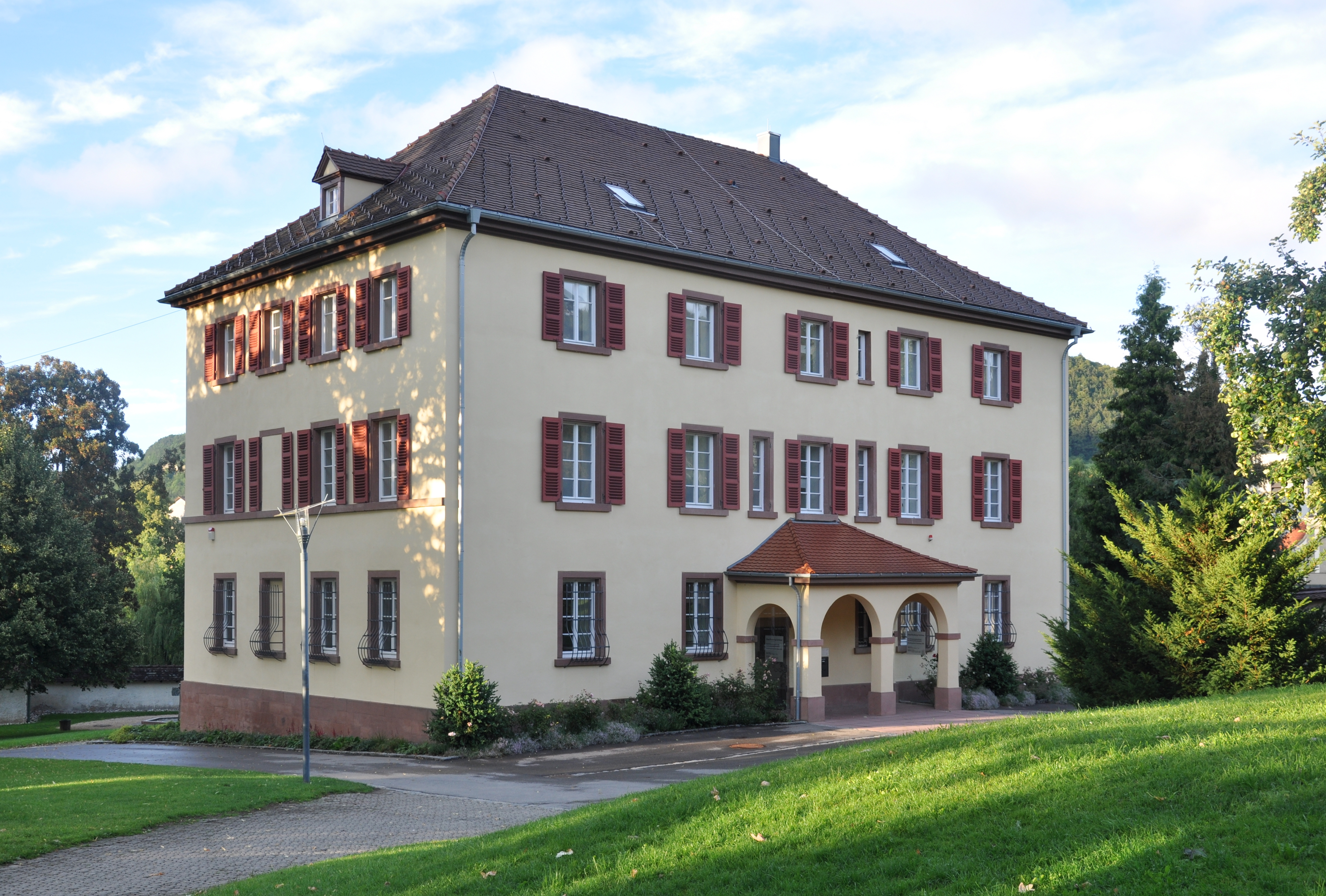
Stauffenberg-Schloss in Lautlingen

Der Vater diente dem württembergischen König Wilhelm II. als Oberhofmarschall, die Mutter war Hofdame und Gesellschafterin der Königin. Daher bewohnte die Familie eine Dienstwohnung im Stuttgarter Alten Schloss. Die Sommerfrische verbrachte sie regelmäßig in Lautlingen auf der Schwäbischen Alb. Der politische Umschwung der Novemberrevolution 1918 tangierte die Stauffenbergs wenig: Auch nach der Abdankung des Monarchen stand der Vater als Präsident der herzoglich-württembergischen Hofkammer bis zu seiner Pensionierung 1928 weiter im Dienst des Hauses Württemberg.
Getreu der Familientradition wurden die Stauffenberg-Kinder im katholischen Glauben erzogen, obwohl die Mutter der evangelischen Konfession angehörte. Insgesamt spielte die Beschäftigung mit religiösen Fragen in der Erziehung eine zentrale Rolle. Als Erwachsener war Stauffenberg der Konfession, in der er erzogen worden war, allerdings nur noch sehr lose verbunden und betrachtete sie nicht als maßgeblich für seine politischen und geistigen Vorstellungen, wie sein Bruder Berthold im Gestapo-Verhör angab:

„Wir sind nicht das, was man im eigentlichen Sinne Katholiken nennt. Wir gingen nur selten zur Kirche und nicht zur Beichte. Mein Bruder und ich sind der Meinung, dass aus dem Christentum heraus kaum noch etwas Schöpferisches kommen kann.“

Das Elternhaus war durch eine tolerante Geisteshaltung und eine aufgeklärt-liberale Atmosphäre gekennzeichnet. Mutter Caroline sorgte für eine umfassende Bildung und legte Wert auf eine gründliche Beschäftigung ihrer Söhne mit Literatur, Musik und Theater. Der musisch vielseitige Stauffenberg spielte Violoncello und entwickelte sich trotz seiner in der Jugend zarten Gesundheit zu einem passionierten Reiter.
Seine Schullaufbahn begann Stauffenberg 1913 mit dem Besuch einer Stuttgarter Privatschule für Elementarunterricht, ehe er im Herbst 1916 seinen Brüdern an das traditionsreiche Eberhard-Ludwigs-Gymnasium folgte. Während der Zeit am Gymnasium schloss sich Stauffenberg dem Bund Deutscher Neupfadfinder, einer Gruppierung der Bündischen Jugend, an. Die Bewegung pflegte ritterliche Ideale, hing der mittelalterlichen Romantik nach und verehrte den symbolistischen Lyriker Stefan George. Nachdem im Frühjahr 1923 zunächst die Zwillingsbrüder und kurz darauf Stauffenberg selbst dem „Meister“ vorgestellt wurden, gehörten sie fortan zum engsten Freundeskreis in Georges elitär-platonischem „Staat“ (George-Kreis). Stauffenbergs älterem Bruder Berthold widmete George zwei Gedichte in seinem letzten Lyrikband Das Neue Reich (1928) mit dem bereits 1922 entstandenen Poem Geheimes Deutschland. Innerhalb des nationalkonservativen Kreises galt Stauffenberg als Tat-Charakter und für ihn spielte die Gedankenwelt Georges, insbesondere die Begrifflichkeit des Geheimen Deutschland, eine zentrale Rolle. Er fühlte sich dem Vermächtnis des Dichters zeitlebens verpflichtet und verehrte ihn bis an sein Lebensende vorbehaltlos.
Am 5. März 1926 legte Stauffenberg das Abitur ab. Trotz regem Interesse an Architektur und zur Überraschung seiner Umgebung entschied sich der lange Zeit kränkelnde Stauffenberg für eine militärische Karriere.

## Werdegang in der Reichswehr

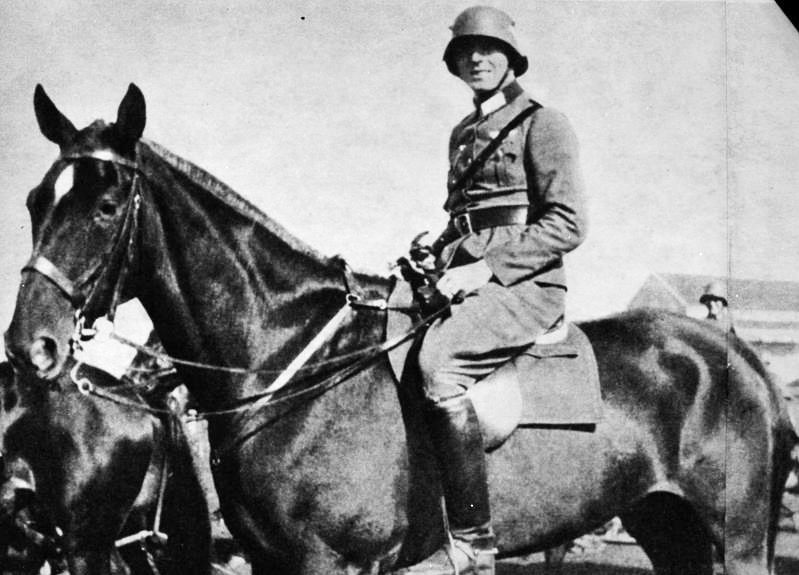
Stauffenberg beim 17. Reiter-Regiment (1926)

Am 1. April 1926 trat Stauffenberg als Fahnenjunker in das 17. Bayerische Reiter-Regiment in Bamberg ein. Die Entscheidung für eine Laufbahn in der Reichswehr begründete er später mit seinem Tatendrang sowie dem Wunsch, dem Staat zu dienen. Angesichts der militärischen Tradition der Familie wurde diese Berufswahl insbesondere vom Vater unterstützt und begrüßt.
Stauffenberg diente zunächst in Bamberg, bevor er ab Oktober 1927 den obligatorischen zehnmonatigen Fahnenjunker-Lehrgang, den alle Offizieranwärter sämtlicher Truppengattungen absolvieren mussten, an der Infanterieschule der Reichswehr in Dresden-Albertstadt belegte. Diesen schloss er am 1. August 1928 als Fähnrich ab und er wechselte umgehend an die Kavallerieschule der Reichswehr nach Hannover. Auch der dortige Lehrgang war für Offizieranwärter verpflichtend. Die abschließende Offiziersprüfung bestand Stauffenberg als Sechstbester seines Jahrgangs und zugleich als Jahrgangsbester der Kavallerie, wobei er für seine hervorragenden Leistungen einen Ehrensäbel empfing.
Unter Beförderung zum Leutnant erhielt Stauffenberg am 1. Januar 1930 sein Offizierspatent und übernahm anschließend den Befehl über den Minenwerfer-Zug seines Bamberger Reiter-Regiments. Dort diente er gemeinsam mit dem Offizier Peter Sauerbruch und freundete sich mit dem Sohn des berühmten Chirurgen Ferdinand Sauerbruch an.
Zeit seines Lebens war Stauffenberg an Politik interessiert. Als Angehörigem der Reichswehr war ihm allerdings jede politische Demonstration oder Parteizugehörigkeit verboten und konkrete Äußerungen aus jener Zeit sind nur sehr wenige überliefert. Ebenso wie sein Bruder Berthold stand Stauffenberg in der Zeit der Weimarer Republik, der sie grundsätzlich misstrauten, der sogenannten Konservativen Revolution nahe und war ein national gesinnter, begeisterungsfähiger Patriot. Etwa seit Anfang der 1930er Jahre sympathisierte Leutnant von Stauffenberg wie viele gleichgesinnte Offiziere mit Adolf Hitler, den er als Mann der Tat mit dem Potenzial ansah, das Volk über Klassen- und Parteigrenzen hinweg hinter sich zu einen. Vor der Reichspräsidentenwahl im April 1932 sprach sich Stauffenberg für Hitler und gegen den konservativ-monarchistischen Amtsinhaber Paul von Hindenburg aus, da er im politischen Denken zahlreiche Gemeinsamkeiten sah:

„Der Gedanke des Führertums […] verbunden mit dem einer Volksgemeinschaft, der Grundsatz ‚Gemeinnutz geht vor Eigennutz‘ und der Kampf gegen die Korruption, der Kampf gegen den Geist der Großstädte, der Rassengedanke und der Wille zu einer neuen deutschbestimmten Rechtsordnung erscheinen uns gesund und zukunftsträchtig.“

Obgleich die Offiziere aus Stauffenbergs Generation, darunter auch viele seiner Kameraden aus dem späteren Widerstand, den Zukunftsversprechen der nationalsozialistischen Bewegung und ihrem Führer aufgeschlossen gegenüberstanden, behielten sie aufgrund ihres elitären Selbstverständnisses auch eine bis in die Zeit des Nationalsozialismus hinein wirksame Distanz gegenüber der NSDAP und ihren Parteiorganisationen wie etwa der SA aufrecht. Dennoch erfasste die nationale Aufbruchstimmung des Jahres 1933 auch Stauffenberg, der die Ernennung Hitlers zum Reichskanzler und die anschließende Gleichschaltung ausdrücklich begrüßte. Ein Brief an Stefan George aus dem Juni 1933 verrät eine aristokratische Gesinnung und zeigt zugleich, dass er die „nationale Erhebung“ durchaus positiv sah.
Am 1. Mai 1933 folgte Stauffenbergs Beförderung zum Oberleutnant.

## Ehe und Nachkommen
Am 26. September 1933 heiratete Graf Stauffenberg in Bamberg seine langjährige Verlobte Nina Freiin von Lerchenfeld in der Bamberger Jakobskirche. Ihr Vater war als kaiserlicher Konsularbeamter unter anderem in Kowno und Shanghai stationiert gewesen. Die Familie Lerchenfeld gehörte zum altbayerischen Uradel.
Aus der Ehe gingen fünf Kinder hervor:
- Berthold Maria (* 3. Juli 1934), später Generalmajor der Bundeswehr ⚭ Mechthild Gräfin von Bentzel-Sturmfeder-Horneck
- Heimeran (* 9. Juli 1936; † 20. Oktober 2020[30][31])
- Franz Ludwig (* 4. Mai 1938), Mitglied des Deutschen Bundestages und des EU-Parlaments (CSU) ⚭ Elisabeth Freiin von und zu Guttenberg
- Valerie (* 15. November 1940; † 4. Juni 1966) ⚭ Heino von L’Estocq
- Konstanze (* 27. Januar 1945) ⚭ Dietrich von Schulthess-Rechberg

Zuletzt lebte Stauffenbergs Witwe in der Nähe von Bamberg und engagierte sich sehr für das alte Bamberg. Sie verstarb am 2. April 2006 im Alter von 92 Jahren im unterfränkischen Kirchlauter (Landkreis Haßberge).

## Zeit des Nationalsozialismus

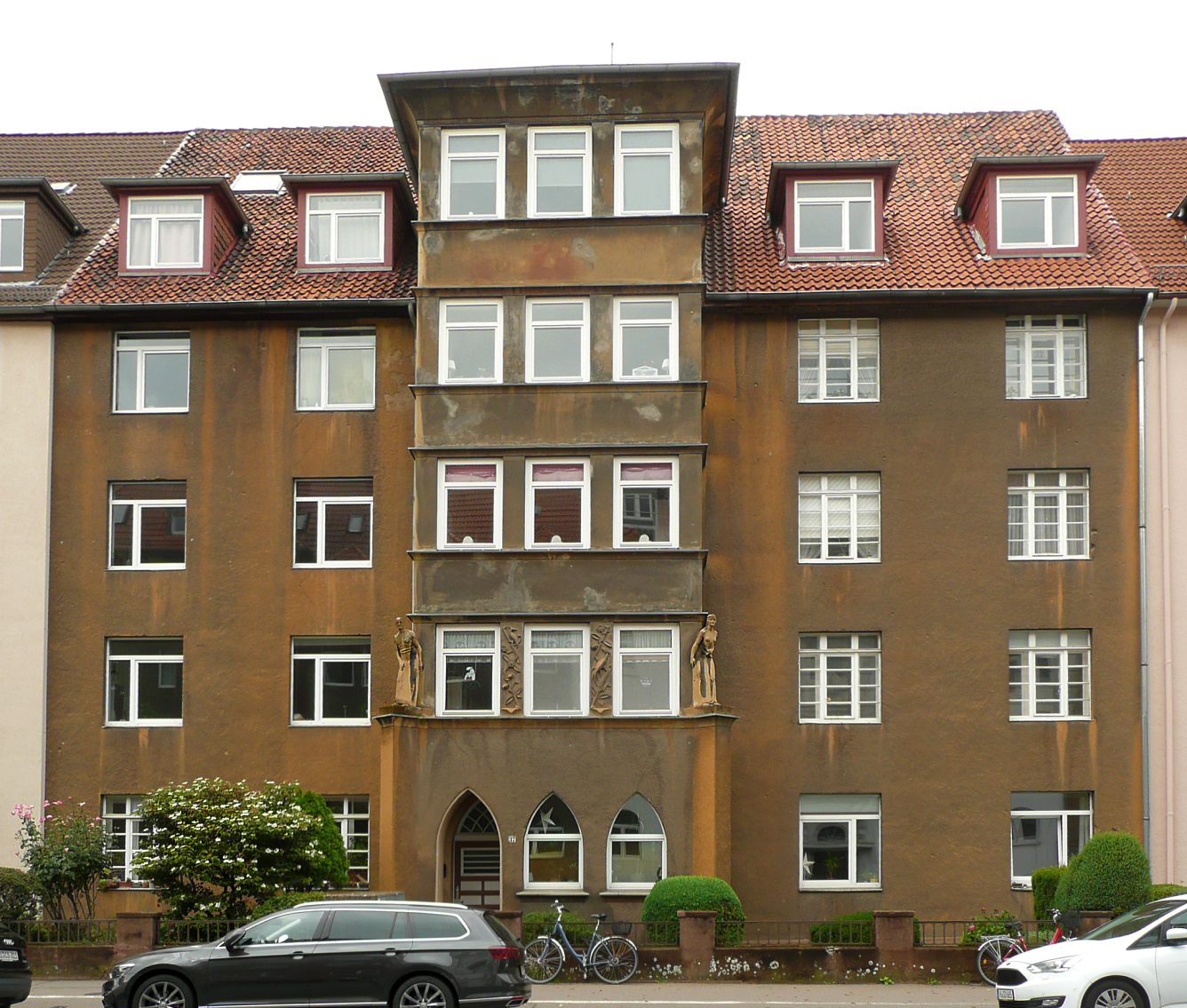
Wohnsitz von 1934 bis 1936 in einem Mehrfamilienhaus in Hannover nahe der Kavallerieschule

Nach dem Tod des Reichspräsidenten Paul von Hindenburg leistete die Reichswehr am 2. August 1934 den Führereid auf die Person Adolf Hitlers. Die machtpolitische Konzentration auf einen „Führer und Reichskanzler“ entsprach grundsätzlich Stauffenbergs Verständnis von der herausragenden Rolle des Individuums in der Geschichte. Ab dem 1. September 1934 folgte für Stauffenberg eine zweijährige Verwendung als Bereiter-Offizier an der Kavallerieschule Hannover, die vornehmlich unter sportlichen Gesichtspunkten Erfüllung brachten. Neben seiner Ausbildungsverantwortung zeigte sich seine überdurchschnittliche Befähigung als Reiter und er erzielte hervorragende Ergebnisse in Dressur- und Military-Wettkämpfen.
Am 1. Oktober 1936 gehörte Stauffenberg zu den ersten 100 ausgewählten Offizieren, die zur Generalstabsausbildung an die Kriegsakademie nach Berlin-Moabit abkommandiert wurden. Die von Hitler betriebene Aufrüstung der Wehrmacht erhöhte den Bedarf an Generalstabsoffizieren und die Ausbildung war mit Blick auf die schnelle Heeresvermehrung auf zwei Jahre verkürzt worden. Die Kerninhalte umfassten Taktik, Kriegsgeschichte, Heeresversorgung, Heerestransportwesen, Heeresorganisation, Wehrwirtschaft, Pionierdienst, Landbefestigung und Kartenkunde. Parallel absolvierte Stauffenberg eine Dolmetscherausbildung in Englisch und besuchte Abendvorträge der Deutschen Gesellschaft für Wehrpolitik und Wehrwissenschaften. An der Kriegsakademie lernte er Albrecht Mertz von Quirnheim und Eberhard Finckh kennen, die später ebenfalls dem militärischen Widerstand angehörten. 1937 verfasste Stauffenberg, der am 1. Januar 1937 zum Rittmeister befördert worden war, eine Arbeit über „Gedanken zur Abwehr feindlicher Fallschirmeinheiten im Heimatgebiet“, mit der er ein Preisausschreiben der Deutschen Gesellschaft für Wehrpolitik und Wehrwissenschaften gewann. Die Arbeit wurde in der Militärfachzeitschrift Wissen und Wehr veröffentlicht. Eine zweite wissenschaftliche Studie beschäftigte sich mit dem Zusammenwirken von Heereskavallerie und Panzerverbänden und hob die Bedeutung einer operativen Beweglichkeit der Kampfführung hervor. Hierbei sei die Verwendung einer Kavallerie neben Panzerverbänden ausschlaggebend:

„Die oft gehörte Frage: Kavallerie oder Panzer? entspringt einem Irrtum. Die Forderung muß lauten: Heereskavallerie und Panzerverbände […] Taktischer und operativer Durchbruch ist ohne Masseneinsatz von Kampfwagen kaum mehr zu denken.“

Nach erfolgreicher Absolvierung der Kriegsakademie führte Stauffenbergs erste Stabsverwendung zur 1. Leichten Division nach Wuppertal. Dort trat er am 1. Juli 1938 den Posten als Zweiter Generalstabsoffizier (1b) an und war damit für die Divisionsversorgung zuständig. Sein Vorgesetzter war Generalleutnant Erich Hoepner. Stauffenberg bescheinigte man „großes Organisationstalent“ und er entwickelte anerkannte Qualitäten im Planen, Beschaffen und Versorgen. Die Division beteiligte sich nach dem Münchner Abkommen im Oktober 1938 am deutschen Einmarsch in das Sudetenland.

## Zweiter Weltkrieg

### Überfall auf Polen
Im August 1939 erfolgte die Mobilmachung und Verlegung der 1. Leichten Division nach Schlesien. Dort unterstand sie als Teil der Heeresgruppe Süd der 10. Armee unter General der Artillerie Walter von Reichenau, die mit ihren motorisierten Verbänden den Hauptangriff auf die polnische Hauptstadt Warschau führen sollte. Den folgenden Kriegsausbruch am 1. September 1939 empfand der Berufssoldat Stauffenberg als „Erlösung“ und mit seiner Division marschierte er im Südwesten Polens ein. Nach der Besetzung Wieluńs am 2. September überschritt sie die Warthe und stieß bis zum 12. September nach Radom vor. Der im Tempo des Blitzkrieges vorgetragene schnelle Vormarsch bereitete der Wehrmacht und auch Stauffenberg als verantwortlichem Quartiermeister logistische Schwierigkeiten. Während des Feldzugs ließ Stauffenberg einen deutschen Offizier vor ein Militärgericht stellen, der zwei polnische Frauen hatte erschießen lassen.
In einem Brief an seine Frau schilderte Stauffenberg seine Fronterfahrungen und Eindrücke aus Polen:

„Die Bevölkerung ist ein unglaublicher Pöbel, sehr viele Juden und sehr viel Mischvolk. Ein Volk welches sich nur unter der Knute wohlfühlt. Die Tausenden von Gefangenen werden unserer Landwirtschaft recht gut tun. In Deutschland sind sie sicher gut zu brauchen, arbeitsam, willig und genügsam.“

Der Historiker Heinrich August Winkler führt das Briefzitat als Beleg dafür an, dass Stauffenberg zu dieser Zeit die nationalsozialistische Rassenpolitik grundsätzlich bejahte, wenn er sie auch für überspitzt hielt. Auch der israelische Historiker Saul Friedländer nimmt an, dass sich Stauffenbergs Haltung gegenüber dem Judentum nur graduell, aber nicht prinzipiell vom Antisemitismus der Nationalsozialisten unterschieden habe. Der Stauffenberg-Biograf Peter Hoffmann lehnt den Begriff „Antisemit“ für Stauffenberg dagegen ab und will den Feldpostbrief im Zusammenhang interpretiert haben. Auch Stauffenbergs Enkelin Sophie von Bechtolsheim sieht hier Stauffenberg auch als ein Kind seiner Zeit, aber lehnt es ab, aus diesem einen Zitat zentrale Aspekte der Persönlichkeit ihres Großvaters abzuleiten.
Zum Ende der Kampfhandlungen in Polen stand Stauffenbergs Division zwischen Modlin und Warschau. Anschließend wurde die 1. Leichte Division an den Standort Wuppertal zurückgeführt und am 18. Oktober 1939 zur 6. Panzer-Division umgegliedert. Unter dem Befehl von Generalmajor Werner Kempf wurde sie sodann in ihren Bereitstellungsraum an der Westfront verlegt. Stauffenberg behielt seine Stellung als 1b im Divisionsstab.

### Westfeldzug
Im Westen verharrte die Front in der passiven Phase des Sitzkrieges. Der Oberbefehlshaber des Heeres Walther von Brauchitsch und Generalstabschef Franz Halder hielten den von Hitler angekündigten militärischen Konflikt mit den Westmächten für nicht vertretbar. Kurzzeitig näherten sie sich der militärischen Opposition an und erklärten sich um die Jahreswende 1939/1940 bereit, Hitler zu verhaften, sobald er den Angriffsbefehl geben würde. Peter Graf Yorck von Wartenburg und Ulrich Wilhelm Graf Schwerin von Schwanenfeld, die dem militärischen Widerstand bereits seit der Septemberverschwörung angehörten, baten Stauffenberg, sich zum Adjutanten Brauchitschs ernennen zu lassen, um an einem geplanten Umsturzversuch teilnehmen zu können. Stauffenberg, seit Januar 1940 Hauptmann i. G., lehnte die Bitte seines weitläufig Verwandten Yorck von Wartenburg mit Verweis auf den Führereid ab. Auch Brauchitsch und Halder ordneten sich Hitler schließlich unter und nahmen von einem Putsch Abstand.
Stauffenbergs 6. Panzer-Division unterstand der Panzergruppe Kleist (Heeresgruppe A) und bildete nach Beginn der deutschen Offensive am 10. Mai 1940 einen Stoßkeil des Vormarschs durch die Ardennen. Dieser Angriff durch das vermeintlich verkehrshemmende Waldgebirge kam für die französische Heeresleitung unerwartet und war der Ausgangspunkt des kriegsentscheidenden Sichelschnittplans. Während der anschließenden Schlacht bei Sedan überquerte die Division bei Monthermé die Maas und stieß nahezu ungehindert bis zum Ärmelkanal vor.
In einem Feldpost-Brief vom 19. Mai 1940 zeigte sich Stauffenberg von dem sich abzeichnenden militärischen Sieg über Frankreich tief beeindruckt:

„Seither erleben wir in erschütternder Form den Anfang des Zusammenbruchs einer großen Nation, nicht nur militärisch, sondern auch psychisch (…) Uns geht es köstlich. Wie sollte es auch anders sein bei solchen Erfolgen.“

Noch vor Abschluss der Westoffensive wurde Stauffenberg von seiner Panzer-Division abgezogen und am 27. Mai 1940 zum Oberkommando des Heeres (OKH) versetzt. Für seine militärischen Leistungen erhielt er am 31. Mai 1940 das Eiserne Kreuz 1. Klasse.

### Im Oberkommando des Heeres
Innerhalb des OKH übernahm Stauffenberg die Leitung der Gruppe II der Organisationsabteilung („Organisation im Frieden und Kriegsspitzengliederung“). Er war in eine Schlüsselstellung eingerückt, die ihm Einsichten gewährte, die dem normalen Generalstabsoffizier versagt blieben. In der Abteilung wurden die organisatorischen Angelegenheiten des Feldheeres bearbeitet: Bewaffnung, Ausrüstung, Kommandostruktur, Spitzengliederung, Neuaufstellungen, Planung und Materialhaltung. In Erwartung einer Invasion Großbritanniens (Unternehmen Seelöwe) verblieb die Kommandobehörde nach dem Sieg über Frankreich zunächst im Westen. Nach Hitlers Entschluss die Sowjetunion anzugreifen (Weisung Nr. 21), kehrte das OKH in das Hauptquartier nach Wünsdorf zurück. Stauffenbergs Referat arbeitete an der organisatorischen Vorbereitung des Unternehmens Barbarossa mit. Seine Beförderung zum Major i. G. erging im April 1941. Nach dem deutschen Angriff auf die Sowjetunion bezog das Oberkommando am 23. Juni 1941 das OKH Mauerwald in Ostpreußen. Im Dezember 1941 hieß von Stauffenberg die Vereinheitlichung der Befehlsgewalt des Oberbefehlshabers des Heeres und des Obersten Befehlshabers der Wehrmacht in Hitlers Händen gut. Als Gruppenleiter im Oberkommando des Heeres gehörte er zu den maßgebenden Offizieren, die bewusst auf einen Wandel der Politik in den besetzten Gebieten hinarbeiteten. Besonders im Zusammenhang mit der Kampfführung der in den Kaukasus vordringenden Heeresgruppe A hatte er sich den Fragen der Freiwilligen in den sogenannten Ostlegionen zugewandt. Es ging um die Gewinnung von entlassenen Kriegsgefangenen und Überläufern für den Kampf auf deutscher Seite. Hierzu gab seine Abteilung am 2. Juni 1942 Richtlinien für die Behandlung turkestanischer und kaukasischer Soldaten heraus und steuerte im August 1942 die Organisation wie auch den Einsatz der Ostlegionen.
Am 1. Januar 1943 wurde Stauffenberg zum Oberstleutnant i. G. befördert.

### Nordafrika

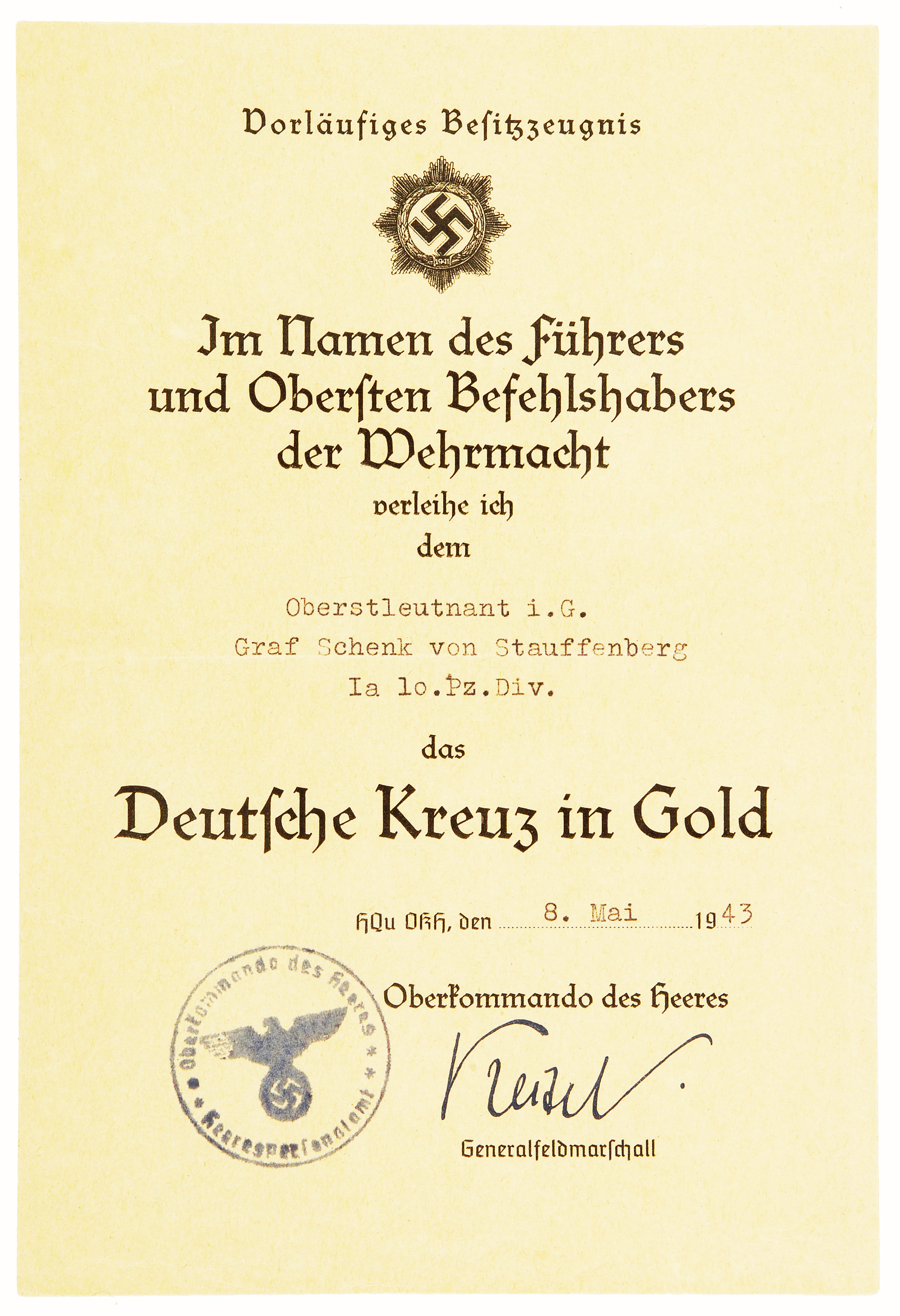
Urkunde über die Verleihung des Deutschen Kreuzes in Gold an Stauffenberg

Nach über zwei Jahren im Stabsdienst bat Stauffenberg um eine Frontverwendung und er wurde im März 1943 als Erster Generalstabsoffizier (Ia) zur 10. Panzer-Division versetzt. Diese lag in Nordafrika und unterstand der 5. Panzerarmee, die den Rückzug von Erwin Rommels Panzergruppe Afrika gegen die Alliierten abdeckte. Bei Stauffenbergs Ankunft auf dem tunesischen Kriegsschauplatz war die deutsche Strategie bereits gescheitert. Ohne Nachschub und mit ständig abnehmender Kampfkraft war die Lage der Achsenmächte aussichtslos und sie hatten der alliierten Übermacht letztlich nichts entgegenzusetzen. Mit seinem neuen Kommandeur, Generalmajor Friedrich von Broich, verband Stauffenberg gleich ein Vertrauensverhältnis und seine herausragenden militärischen Fähigkeiten machten ihn zu einem geschätzten Offizier. Während des Rückzugs seiner Division nach Mezzouna geriet Stauffenbergs Kübelwagen am 7. April 1943 unter Beschuss britischer Jagdflieger und er wurde schwer verwundet. Man brachte Stauffenberg in ein Feldlazarett bei Sfax und dort mussten seine zerschossene rechte Hand sowie Ring- und Kleinfinger der linken Hand amputiert werden. Weil ein Geschoss bis in den Schädelknochen gelangt war, verlor er sein linkes Auge. Wenig später wurde Stauffenberg in das Kriegslazarett 950 nach Tunis-Carthago überführt und gelangte von dort am 21. April in das Reservelazarett München 1, wo er in der chirurgischen Abteilung von Max Lebsche behandelt wurde, mit dem er über eine bayerisch-österreichische Nachkriegslösung sprach. Ungeachtet zusätzlicher Kniegelenk- und Mittelohr-Operationen lehnte Stauffenberg die Einnahme von Schmerzmitteln ab und mit der linken Hand, soweit noch gebrauchsfähig, lernte er schreiben. Zahlreiche Besucher strömten an das Krankenbett Stauffenbergs, der aus den Händen des Generalstabschefs Kurt Zeitzler das Goldene Verwundetenabzeichen und am 8. Mai 1943 das Deutsche Kreuz in Gold erhielt. In München wurde Stauffenberg durch seinen Onkel Nikolaus Graf von Üxküll-Gyllenband betreut, der große Hoffnungen in seinen Neffen setzte und ihn beschwor, aktiv in den Widerstand einzutreten. Stauffenberg reiste auch zu dem berühmten Chirurgen Ferdinand Sauerbruch nach Berlin. Nach zehnwöchigem Aufenthalt im Lazarett kehrte Stauffenberg am 3. Juli 1943 zu seiner Familie nach Lautlingen zurück.

### Abkehr vom Regime
Während der Stabsoffizier Henning von Tresckow sich bereits im Herbst 1941 der Berliner Widerstandsgruppe um Ludwig Beck, Carl Goerdeler und Hans Oster angeschlossen hatte, fühlte sich von Stauffenberg wie viele andere Militärs zunächst weiter durch seinen Treueid an Hitler gebunden. Erst im Herbst 1943 ließ er sich nach Berlin versetzen und suchte dort bewusst Kontakt zu den Hitlergegnern um General der Infanterie Friedrich Olbricht, dem Leiter des Allgemeinen Heeresamtes, und von Tresckow. Er war sich bewusst, dass nur die Wehrmacht als einzige von der Geheimen Staatspolizei (Gestapo) und vom Sicherheitsdienst (SD) kaum infiltrierte Organisation über die nötigen Machtmittel zum Umsturz verfügte. Der Entwurf einer Regierungserklärung, die von Ludwig Beck und Carl Goerdeler unterzeichnet werden sollte, liegt lediglich in Abschriften der Gestapo vor. Die Verschwörer legten in diesem Entwurf ihre Ziele auf die Beendigung des Krieges fest. Weitere Dokumente der Gestapo überliefern zwei Entwürfe eines Aufrufs an das Deutsche Volk. Darin werden auch die Beendigung der Judenverfolgung formuliert und die Wiederherstellung des Rechtsstaates, wie er bis 1933 bestanden hatte. Ein weiterer Entwurf eines Aufrufs an die Wehrmacht bezeugt die bekannte Apologie der Wehrmacht, die Verbrechen der Nationalsozialisten seien im Rücken der Wehrmacht geschehen, also ohne deren Beteiligung. Auch dieses Dokument ist lediglich durch eine Rekonstruktion auf Grundlage der Unterlagen der Gestapo-Sonderkommission erhalten. Auf eine angestrebte Staatsform konnten sie sich nicht einigen. Ein Großteil der aus den konservativen Kreisen von Bürgertum, Adel und Militär stammenden Verschwörer lehnte die parlamentarische Demokratie ab, so auch von Stauffenberg. Andererseits scheint Stauffenberg trotz (oder sogar wegen) teils elitär-paternalistischer Wertvorstellungen auch eine Sympathie für einen „Preußischen Sozialismus“ gehabt zu haben. Er forderte die Aufnahme von Sozialdemokraten wie Julius Leber in die neu zu bildende Regierung, den er zeitweise sogar für das Amt des Reichskanzlers favorisiert haben soll. Durch Vermittlung seines Cousins Peter Graf Yorck von Wartenburg hatte er Leber kennengelernt. Es entstand ein enges Vertrauensverhältnis.
Laut dem Mitverschwörer Hans Bernd Gisevius erstrebte der engere Kreis um von Stauffenberg ab 1944 ein Bündnis mit den Kommunisten, um eine möglichst breite Unterstützung für den Umsturz und eine danach zu erschaffende Neuordnung des Staates zu erlangen. Am 22. Juni 1944 kam es in Absprache mit von Stauffenberg zu einem Gespräch zwischen den Sozialdemokraten Julius Leber und Adolf Reichwein und den Kommunisten Anton Saefkow und Franz Jacob, die in Berlin an der Spitze des kommunistischen Widerstandes standen. Weitere Treffen sollten folgen, da das Gespräch äußerst konstruktiv verlief. Doch von Stauffenbergs Vertrauter Julius Leber wurde infolge des Treffens mit den Vertretern der Saefkow-Jacob-Bästlein-Organisation verhaftet, bei dem auch ein Spitzel der Gestapo (Ernst Rambow) anwesend war. Die Bestrebungen, die Kommunisten in die Planungen des Umsturzes enger einzubinden, scheiterten insofern in erster Linie an der Repression der Verfolger. Nach der Verhaftung Lebers Anfang Juli 1944 soll von Stauffenberg gegenüber Adam von Trott zu Solz immer wieder erklärt haben: „Ich hole ihn heraus.“ Für Lebers Rettung schien aus Sicht von Stauffenberg kein Preis zu hoch zu sein. Schließlich vertrat er die Ansicht, das Wichtigste sei zunächst die Beseitigung des NS-Regimes, alles andere werde sich dann finden.
Innerlich stand Stauffenberg auch Fritz-Dietlof Graf von der Schulenburg sehr nahe, der ein möglichst breites Netzwerk der Verschwörung schrittweise ausbaute. Im Juli 1944 traf der engere Verschwörerkreis in Berlin-Wannsee im Haus Bertholds zusammen. Sie legten einen von Rudolf Fahrner und Berthold entworfenen Eid ab, in dem sie sich auf ein gemeinsames Handeln nach dem Staatsstreich, selbst im Falle der Besetzung Deutschlands, verpflichteten.

„Wir bekennen uns im Geist und in der Tat zu den großen Überlieferungen unseres Volkes, die durch die Verschmelzung hellenischer und christlicher Ursprünge in germanischem Wesen das abendländische Menschentum schufen. Wir wollen eine Neue Ordnung, die alle Deutschen zu Trägern des Staates macht und ihnen Recht und Gerechtigkeit verbürgt, verachten aber die Gleichheitslüge und fordern die Anerkennung der naturgegebenen Ränge. Wir wollen ein Volk, das in der Erde der Heimat verwurzelt den natürlichen Mächten nahebleibt, das im Wirken in den gegebenen Lebenskreisen sein Glück und sein Genüge findet und in freiem Stolze die niederen Triebe des Neides und der Mißgunst überwindet.“

Wegen dieser elitären, als „antidemokratisch“ und „nationalistisch“ interpretierten Haltung, die bis in die Formulierungen hinein dem Denken des George-Kreises verpflichtet war, glaubt der britische Historiker Richard J. Evans, dass von Stauffenberg an zukunftsweisendem politischen Gedankengut „nichts zu bieten“ hatte. „Als Vorbild für künftige Generationen“ sei er „schlecht geeignet“.

### Operation „Walküre“

#### Die Planung

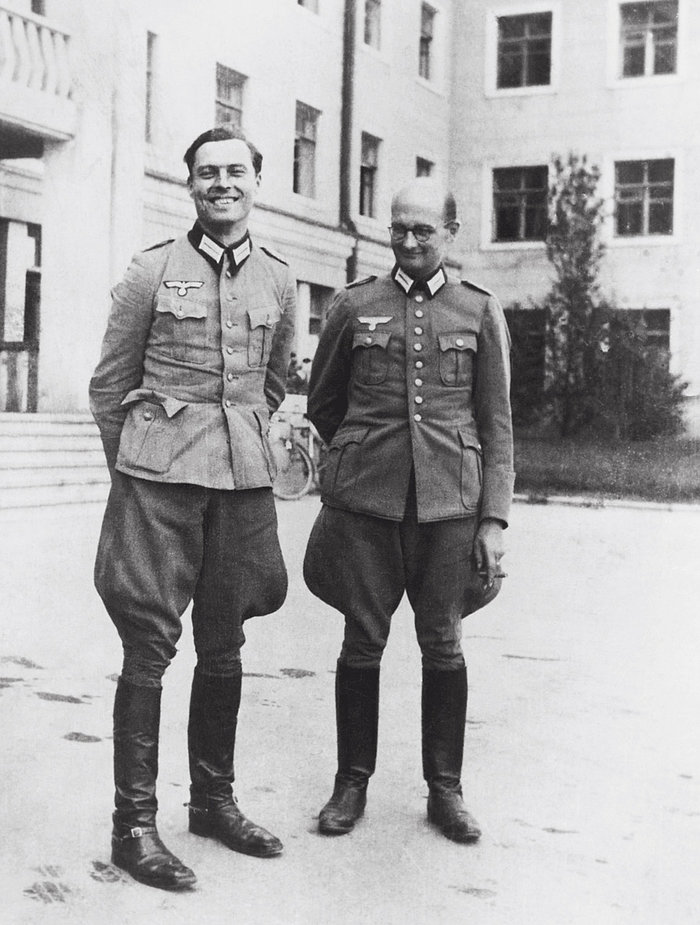
Stauffenberg (links) mit Mertz von Quirnheim, 1944

Aus Schonungsgründen stellte Generalstabschef Zeitzler den schwerverwundeten Stauffenberg bis auf weiteres dem Befehlshaber des Ersatzheeres in Berlin zur Verfügung. Diese Versetzung kam General Friedrich Olbricht, dem Leiter des Allgemeinen Heeresamtes und führenden Kopf der militärischen Verschwörung, gelegen, weil er um Stauffenbergs innere Wende wusste. Mitte September 1943 zog Stauffenberg in die Villa seines Bruders Berthold nach Berlin-Nikolassee und trat seine neue Stellung im Heeresamt am 1. Oktober 1943 offiziell an. Er unterstand Olbricht, womit er fortan dem inneren Zirkel des militärischen Widerstands im Bendlerblock angehörte und baute mit dessen Förderung ein militärisch-oppositionelles Netz auf. Gemeinsam mit Olbricht, Albrecht Mertz von Quirnheim und Henning von Tresckow arbeitete Stauffenberg die Planungen für das Unternehmen Walküre aus. Offiziell diente der Operationsplan der Niederwerfung möglicher Unruhen im Inneren, etwa bei einem Aufstand der zahlreichen Zwangsarbeiter. Stauffenberg und Tresckow fügten dem Plan einige weitere Befehle hinzu und machten so aus Walküre einen getarnten Umsturzplan für einen Staatsstreich. Er sah vor, die Ermordung Hitlers zunächst einer Gruppe „frontfremder Parteifunktionäre“ anzulasten, um damit einen Grund für die Verhaftung der Angehörigen von NSDAP, SS, Sicherheitsdienst und Gestapo zu haben. Die Befehlshaber der Wehrkreiskommandos im gesamten Großdeutschen Reich sollten sofort nach der Auslösung von Walküre entsprechende Befehle erhalten. Das Militär sollte die ausführende Gewalt übernehmen. Für Stauffenberg sahen die Umsturzpläne den Rang eines Staatssekretärs im Reichskriegsministerium vor. Er koordinierte die Attentatspläne mit Carl Goerdeler und Generaloberst Ludwig Beck und hielt Verbindung zum zivilen Widerstand um Julius Leber, Wilhelm Leuschner sowie zu den Mitgliedern des Kreisauer Kreises, zu dem auch sein Cousin Peter Graf Yorck von Wartenburg gehörte. Nach der Verhaftung Helmuth James Graf von Moltkes im Januar 1944 fanden keine Treffen des Kreisauer Kreises mehr statt. Die Mehrheit der Mitglieder stellte sich von Stauffenberg – trotz Moltkes Vorbehalten gegen eine Tötung Hitlers – zur Verfügung.
Spätestens mit der erfolgreichen Invasion der Alliierten in der Normandie am 6. Juni 1944 war deutlich geworden, dass eine militärische Niederlage und damit ein „Zusammenbruch“ des Deutschen Reichs wohl nicht mehr abwendbar war. Stauffenberg fühlte sich aus ähnlichen Gründen wie Tresckow dennoch verpflichtet, die Vorbereitungen zum Staatsstreich durch eine gewaltsame Beseitigung der nationalsozialistischen Führung voranzutreiben:

„Es ist Zeit, daß jetzt etwas getan wird. Derjenige allerdings, der etwas zu tun wagt, muß sich bewußt sein, daß er wohl als Verräter in die deutsche Geschichte eingehen wird. Unterläßt er jedoch die Tat, dann wäre er ein Verräter vor seinem eigenen Gewissen. […] Ich könnte den Frauen und Kindern der Gefallenen nicht in die Augen sehen, wenn ich nicht alles täte, dieses sinnlose Menschenopfer zu verhindern.“

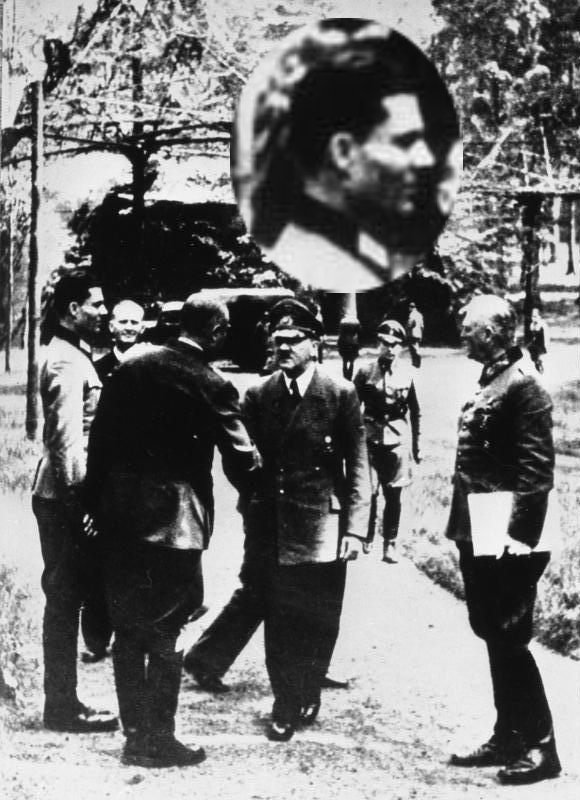
Stauffenberg (ganz links, sowie in Vergrößerung oben) am 15. Juli 1944 mit Adolf Hitler und Wilhelm Keitel in der Wolfsschanze

Mitte Juni 1944 wurde Stauffenberg Chef des Stabes des Befehlshabers des Ersatzheeres Generaloberst Friedrich Fromm und am 1. Juli 1944 zum Oberst i. G. befördert. Damit saß er nun gemeinsam mit Olbricht und Mertz von Quirnheim in der Schaltzentrale für die geplante Operation Walküre und erhielt Zugang zu den Lagebesprechungen in den Führerhauptquartieren. Ein heikler Punkt des Plans war, dass von Stauffenberg sowohl das Attentat ausführen, als auch von Berlin aus den Staatsstreichversuch leiten musste. Bereits am 11. Juli auf dem Berghof und am 15. Juli im Führerhauptquartier Wolfsschanze versuchte von Stauffenberg, Adolf Hitler zu töten. Beide Versuche brach er vorzeitig ab, weil entweder Heinrich Himmler und/oder Hermann Göring nicht anwesend waren. Ein drittes Mal sollte der Anschlag unter keinen Umständen verschoben werden.

#### Attentat und Staatsstreich
Die nächste Gelegenheit ergab sich rein zufällig am 18. Juli, als von Stauffenberg für den übernächsten Tag ins Führerhauptquartier bestellt wurde, um dort über geplante Neuaufstellungen von Truppen zu berichten. Die Widerstandsgruppe hatte bereits die Mitglieder einer Nachfolgeregierung bestimmt. Es musste nur noch Hitler „beseitigt“ werden. Von Stauffenberg flog am 20. Juli um 8:00 Uhr mit seinem Adjutanten, Oberleutnant Werner von Haeften, vom Flugplatz Rangsdorf bei Berlin zur Wolfsschanze bei Rastenburg in Ostpreußen.
Da die Besprechung wegen eines geplanten Besuchs von Benito Mussolini unerwartet um eine halbe Stunde vorverlegt wurde, gelang es ihm nur noch, mit einer speziell für ihn angepassten Zange (er besaß nur noch drei Finger an seiner linken Hand), eines der beiden Sprengstoffpäckchen mit einem aktivierten britischen Bleistiftzünder (chemisch-mechanischen Zeitzünder) zu versehen. Das zweite Sprengstoffpäckchen, das die Sprengwirkung zweifellos erhöht hätte, steckte er nicht mit in seine Aktentasche. Dazu kam, dass die Besprechung nicht wie üblich in einem Betonbunker, sondern in einer leichten Holzbaracke stattfand und die Sprengladung so nicht die erhoffte Wirkung entfalten konnte. Von Stauffenberg stellte sie etwa zwei Meter entfernt von Hitler ab (neben einem massiven Tischblock der wohl die Wirkung weiter abschwächte) und verließ die Baracke unter dem Vorwand, telefonieren zu müssen. Die Sprengladung detonierte um 12:42 Uhr in der mit 24 Personen gefüllten Holzbaracke. Hitler und weitere 19 Anwesende überlebten die Detonation.

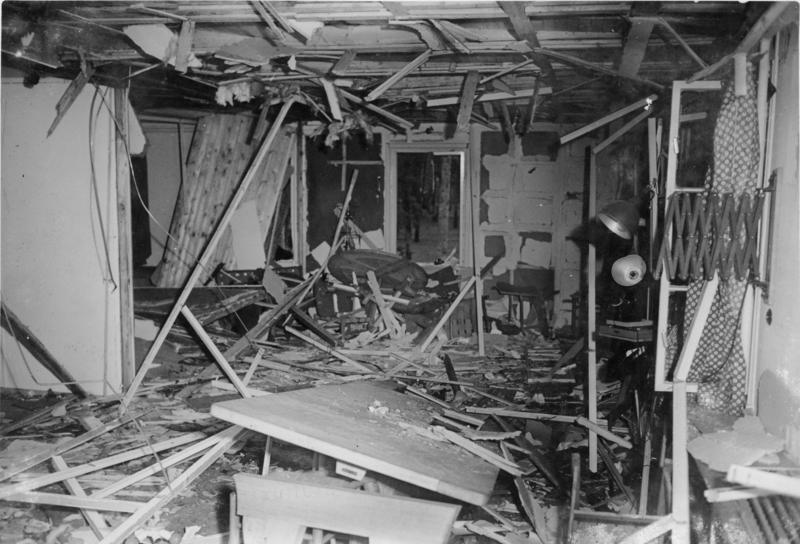
Zerstörte Lagerbaracke nach dem Anschlag, Juli 1944

Von Stauffenberg und Haeften konnten in der allgemeinen Verwirrung nach dem Anschlag die Wolfsschanze rechtzeitig verlassen, warfen die verbleibende Sprengladung auf der Fahrt zum Flugplatz Rastenburg aus dem offenen Wagen und flogen nach Berlin zurück, im festen Glauben, Hitler sei tot. Bereits wenige Minuten nach der Explosion gelangte aber die Nachricht, dass Hitler überlebt hatte, nach Berlin: Propagandaminister Joseph Goebbels erhielt bereits gegen 13 Uhr in Berlin telefonisch Kenntnis vom misslungenen Attentat. Kurz darauf bestätigte der Mitverschwörer Oberst Hahn dem General Thiele im Bendlerblock in einem weiteren Telefonat aus der Wolfsschanze ausdrücklich, dass Hitler das Attentat überlebt habe. Thiele benachrichtigte die Generäle Friedrich Olbricht und Hoepner von den Ferngesprächen, sie einigten sich darauf, Walküre zunächst noch nicht auszulösen. Noch während von Stauffenberg auf dem Rückflug nach Berlin war, bekam Heinrich Müller, Chef der Geheimen Staatspolizei (Gestapo), den Auftrag, von Stauffenberg zu verhaften. Gegen 15:45 Uhr landete von Stauffenberg in Berlin, beteuerte in einem Telefonat mit Olbricht wahrheitswidrig, dass er mit eigenen Augen gesehen habe, dass Hitler tot sei, und begab sich zu Olbricht in den Bendlerblock. Erst gegen 16:30 Uhr, fast vier Stunden nach dem Attentat, wurde Walküre ausgelöst. Es zeigten sich jetzt aber schwere Mängel in Vorbereitung und Durchführung des Umsturzversuchs. So zog sich das Aussenden der Fernschreiben aus dem Bendlerblock in die Wehrkreise über Stunden hin und kreuzte sich bereits ab etwa 16 Uhr mit Fernschreiben aus der Wolfsschanze, dass Befehle aus dem Bendlerblock ungültig seien. Die meisten Offiziere außerhalb des Bendlerblocks verhielten sich wegen dieser widersprüchlichen Lage abwartend. Die Fernschreiben der Verschwörer mit den Walküre-Befehlen wurden weitgehend nicht befolgt.
Zwar hielten sich Georg und Philipp Freiherr von Boeselager bereit, um mit ihren Regimentern auf das „führerlose“ Berlin zu marschieren, und von Stauffenberg, Olbricht, Mertz von Quirnheim und Haeften ließen Generaloberst Fromm verhaften, der sie bis dahin gedeckt hatte, aber angesichts der unsicheren Nachrichtenlage von einer Beteiligung an dem Umsturzversuch nichts mehr wissen wollte. Der Einmarsch der Truppen unterblieb aber, und am späten Abend meldete sich Hitler selbst in einer Rundfunkansprache zu Wort.

#### Hinrichtung

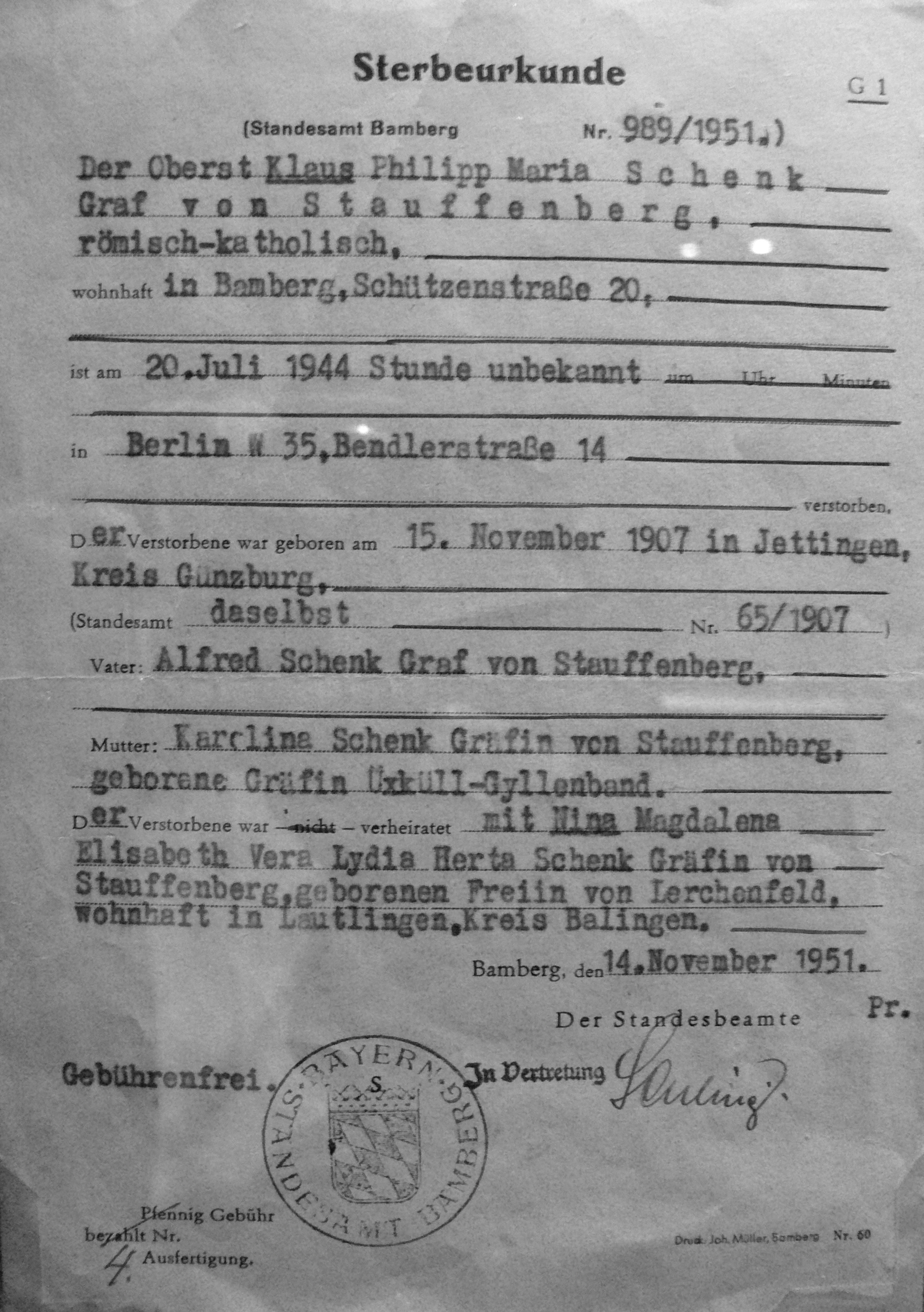
Sterbeurkunde Stauffenbergs, ausgestellt 1951 in Bamberg

Gegen 22:30 Uhr verhafteten regimetreue Offiziere von Stauffenberg und die Mitverschwörer. Generaloberst Fromm gab unter Berufung auf ein Standgericht, das angeblich stattgefunden habe, noch am Abend des 20. Juli den Befehl, Claus Schenk Graf von Stauffenberg gemeinsam mit Werner von Haeften, Albrecht Ritter Mertz von Quirnheim und Friedrich Olbricht zu erschießen. Die Exekution fand noch in derselben Nacht im Hof des Bendlerblocks statt, von Stauffenbergs letzte Worte sollen der Ausruf „Es lebe das heilige Deutschland!“ gewesen sein, nach anderen Quellen rief er in Anspielung auf die Ideenwelt Stefan Georges „Es lebe das Geheime Deutschland!“ Ob die Erschießungen noch vor oder erst nach Mitternacht erfolgten, ist unklar, die Geschichtsschreibung und die später ausgestellte Sterbeurkunde nennen den 20. Juli 1944. Am folgenden Tag wurden die Leichen der Erschossenen mit ihren Uniformen und Ehrenzeichen auf dem Alten St.-Matthäus-Kirchhof Berlin bestattet. Himmler ließ sie ausgraben und ordnete ihre Verbrennung im Krematorium Berlin-Wedding an. Ihre Asche wurde über die Rieselfelder von Berlin verstreut.

#### Folgen für die Familien der Verschwörer
Himmler plante, die Familien der Verschwörer zu ermorden und die Familiennamen auszulöschen. Die zunächst ins Auge gefasste Blutrache wurde wieder verworfen und stattdessen eine umfangreiche Sippenhaft befohlen. Von Stauffenbergs schwangere Ehefrau Nina Schenk Gräfin von Stauffenberg wurde in das KZ Ravensbrück deportiert. In ihrer Einzelhaft 1944 schrieb sie ein Gedicht in Gedanken an ihren Mann:
Du bist bei mir,

wenn auch Dein Leib verging.

Und immer ist’s, als ob

Dein Arm mich noch umfing.
Dein Auge strahlt mir zu

im Wachen und im Traum.

Dein Mund neigt sich zu mir.

Dein Flüstern schwingt im Raum:
„Geliebtes Kind! Sei stark,

sei Erbe mir!

Wo Du auch immer bist,

ich bin bei Dir!“
Aufgrund der anstehenden Geburt wurde sie in ein NS-Frauenentbindungsheim in Frankfurt (Oder) verlegt, wo das fünfte Kind der Familie, Konstanze, am 27. Januar 1945 zur Welt kam. Die vier älteren Kinder wurden in das Kinderheim im Borntal bei Bad Sachsa verbracht. Es gab Pläne, sie nationalsozialistischen Familien zur Adoption zu übergeben. Sie erhielten andere Nachnamen (die Stauffenberg-Kinder hießen ab sofort „Meister“) und verblieben dort bis nach dem Kriegsende. Erst am 7. Juni 1945 konnte ihre Großtante Alexandrine Gräfin von Üxküll-Gyllenband sie abholen.

## Nachleben

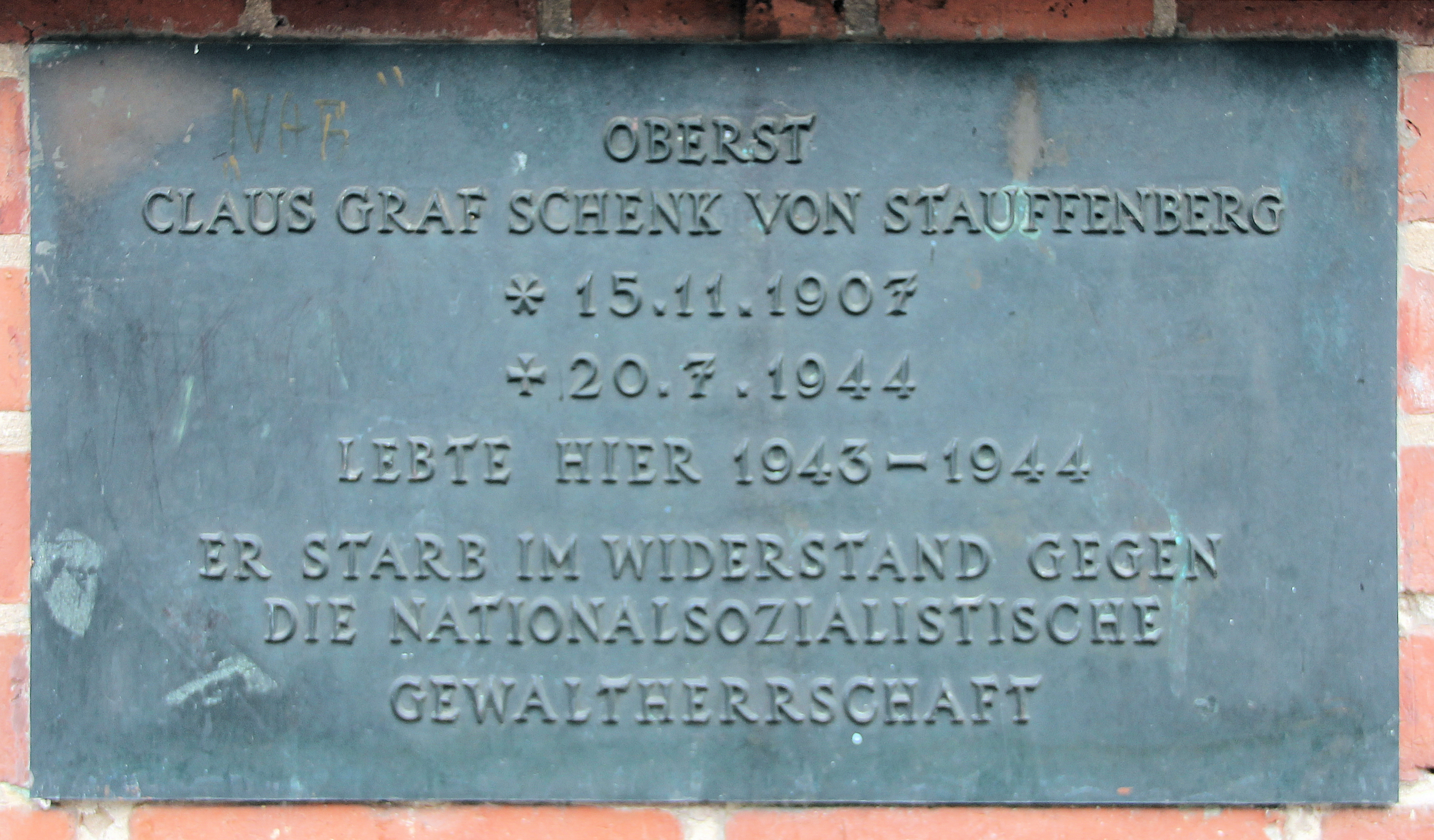
Gedenktafel am Haus Tristanstraße 8–10 in Berlin-Nikolassee

Im Zusammenhang mit dem Attentat kam es zu zahlreichen postumen Ehrungen: Gedenktafeln befinden sich unter anderem in der Gedenkstätte Deutscher Widerstand im Bendlerblock in Berlin (seit 1960), in der Lönsstraße in Wuppertal (seit 1984) und im Bamberger Dom. In mehreren deutschen Städten gibt es nach Graf von Stauffenberg benannte Straßen oder Plätze. Am 20. Juli 1955 wurde die bisherige Bendlerstraße am Bendlerblock in Stauffenbergstraße umbenannt.
Die Kaserne der Bundeswehr in Sigmaringen trägt seit dem 20. Juli 1961 den Namen Graf-Stauffenberg-Kaserne. 1964 wurde auf ihrem Gelände ein Gedenkstein zur Erinnerung an von Stauffenberg enthüllt. Um trotz Schließung der Kaserne in Sigmaringen den Namen zu erhalten, wurde die Albertstadt-Kaserne in Dresden 2013 in Graf-Stauffenberg-Kaserne umbenannt.
Die Deutsche Bundespost widmete 1964 von Stauffenberg zum 20. Jahrestag des Attentats eine von E. und Gerd Aretz gestaltete Briefmarke aus einem Block. Eine Briefmarke aus der Serie Aufrechte Demokraten zum 100. Geburtstag von von Stauffenberg und Helmuth James Graf von Moltke aus dem Jahre 2007 wurde von Irmgard Hesse entworfen.
Seit 1967 trägt die 1965 als 4. Jungengymnasium in Osnabrück gegründete Schule den Namen Graf-Stauffenberg-Gymnasium.
Seit dem 9. Februar 1979 trägt die Städtische Realschule in Bamberg den Namen Graf-Stauffenberg-Realschule. Auch die städtische Wirtschaftsschule hat den Widerstandskämpfer seit 1979 als Namenspatron. Ein früher in demselben Gebäude untergebrachtes, aber mittlerweile in ein anderes Gymnasium integriertes Wirtschaftsgymnasium trug ebenfalls den Namen Graf-Stauffenberg-Gymnasium. In Flörsheim am Main existiert ebenfalls ein Graf-Stauffenberg-Gymnasium.
Die Deutsche Demokratische Republik wollte 1990 den Stauffenberg-Orden für militärische Verdienste stiften, wozu es aufgrund der Wiedervereinigung nicht mehr kam.
Der Asteroid (8171) Stauffenberg ist nach ihm benannt.
Am 3. April 2000 wurde eine Büste von Stauffenbergs in der Bayerischen Ruhmeshalle enthüllt. Im Stuttgarter „Alten Schloss“ wurde 2006 eine Erinnerungsstätte des Landes Baden-Württemberg eröffnet.
Zum 100. Geburtstag von Stauffenbergs, der unter anderem mit einem Großen Zapfenstreich einer Bundeswehrdivision begangen wurde, wurde am 15. November 2007 im Stauffenberg-Schloss in Lautlingen eine neue Gedenkstätte eröffnet; sie wurde gefördert von der Landesstiftung Baden-Württemberg und Sponsoren aus der Wirtschaft.
Die Stadt Dresden benannte im Stadtteil Albertstadt eine Straße „Stauffenbergallee“. Die an diese Straße grenzende Offizierschule des Heeres, an der er selbst ausgebildet worden war, benannte den großen Traditionslehrsaal „Stauffenbergsaal“. Von Stauffenberg zu Ehren tragen die Offizierlehrgänge des 71. OAJ (Offizieranwärterjahrgang) des Deutschen Heeres seinen Namen.
Alljährlich finden am 20. Juli Feierstunden der Bundesregierung und öffentliche Gelöbnisse der Bundeswehr in Erinnerung an das gescheiterte Attentat auf Hitler statt. Seit 2008 wird das Feierliche Gelöbnis im Wechsel am Berliner Dienstsitz des BMVg, Bendlerblock und vor dem Reichstagsgebäude abgehalten.

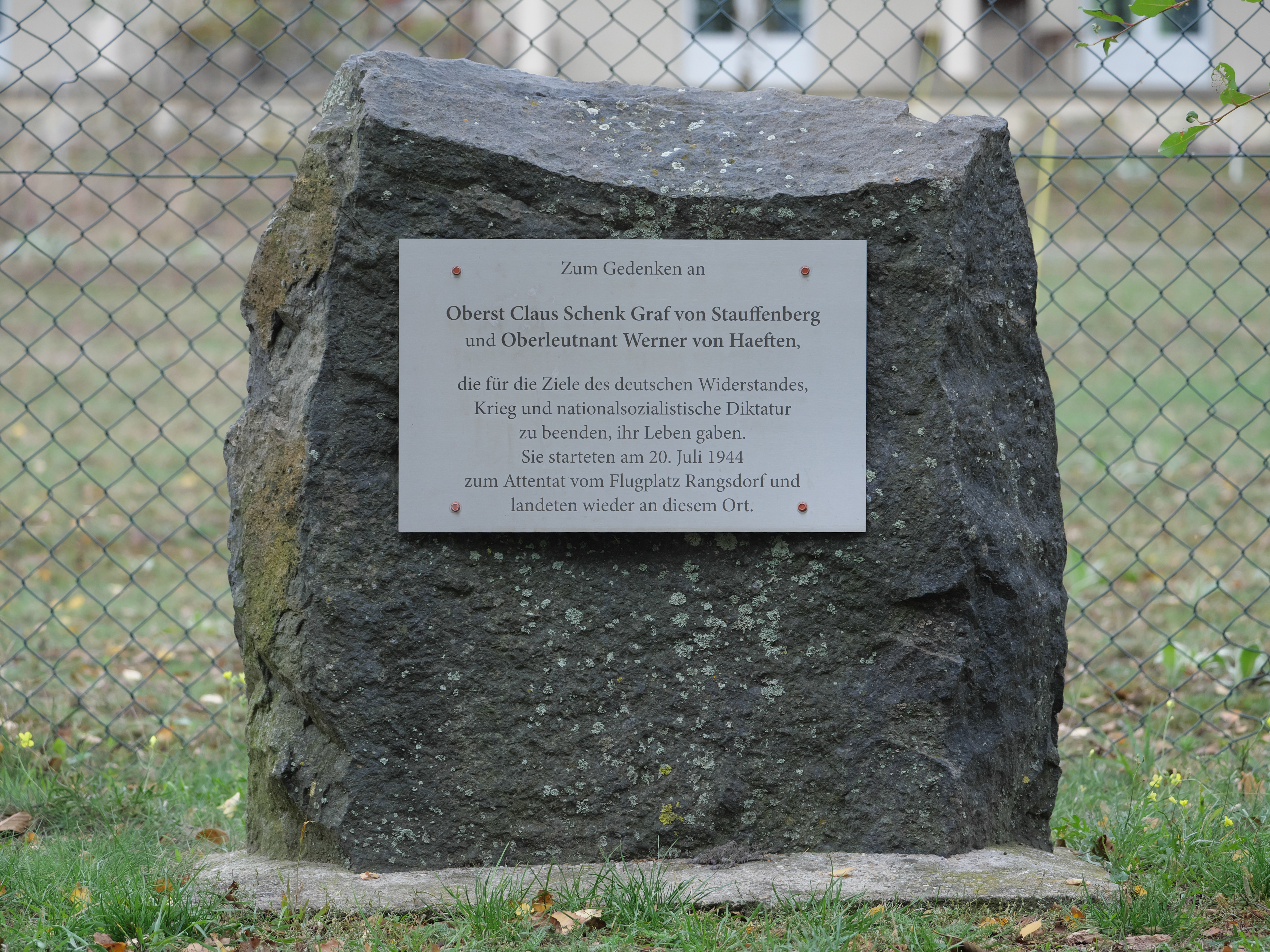
Gedenktafel für Claus Schenk Graf von Stauffenberg und Werner von Haeften am Rangsdorfer See
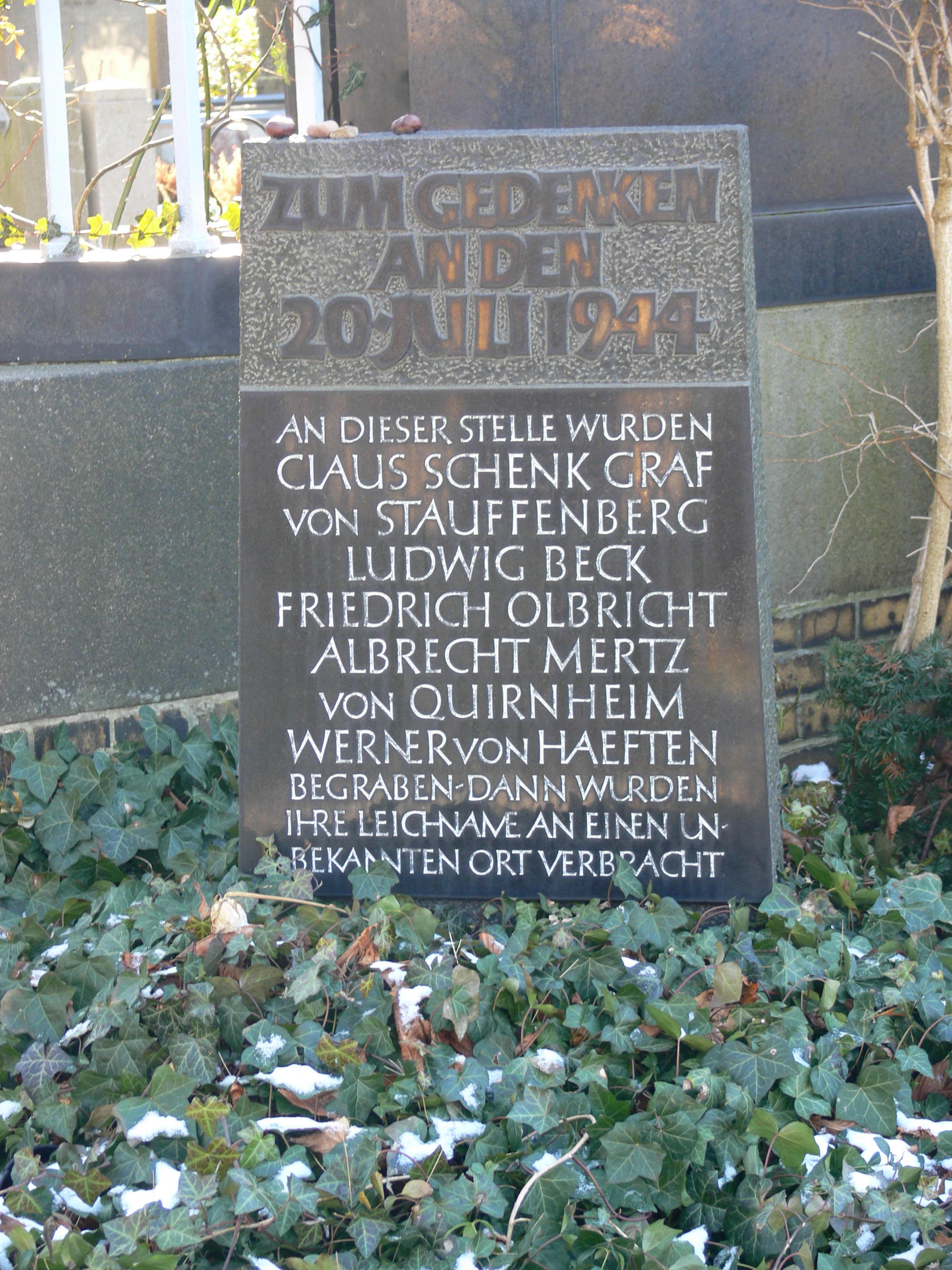
Gedenkstein in Berlin-Schöneberg an der kurzzeitigen Grabstätte Stauffenbergs und weiterer Opfer des 20. Juli
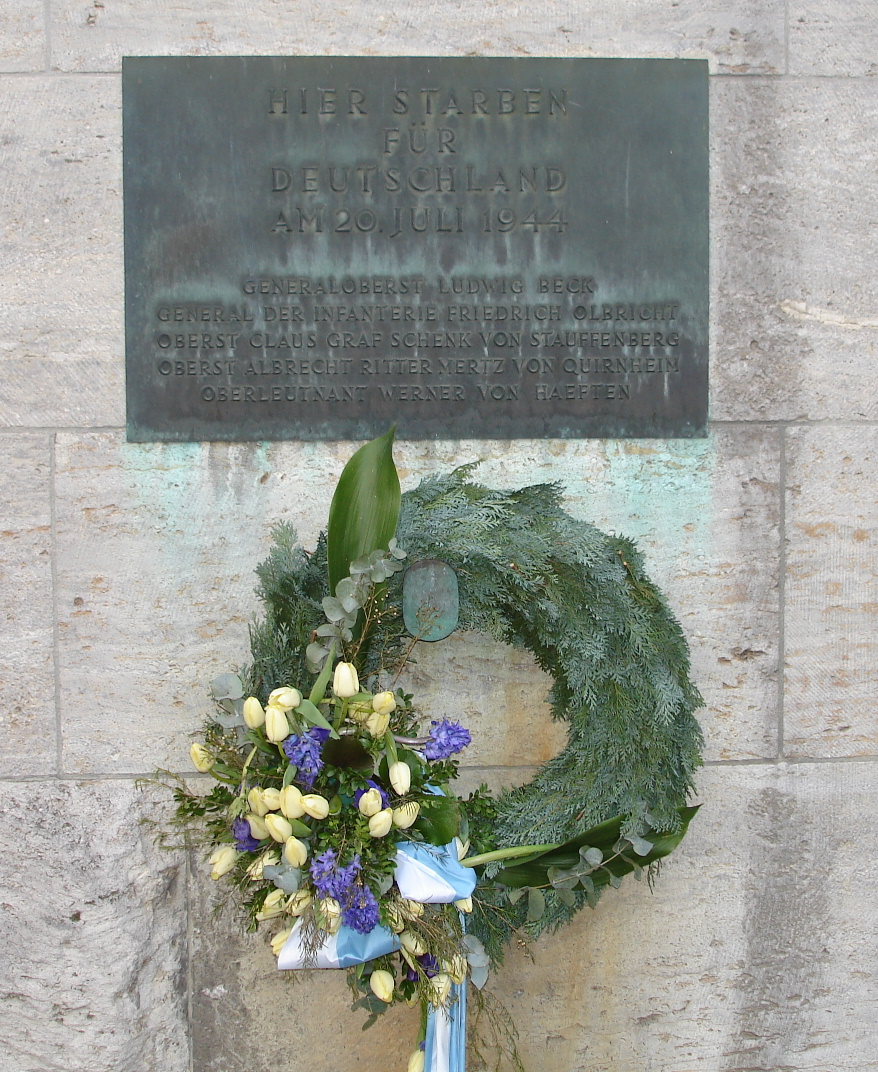
Erinnerungstafel am Bendlerblock, 2007
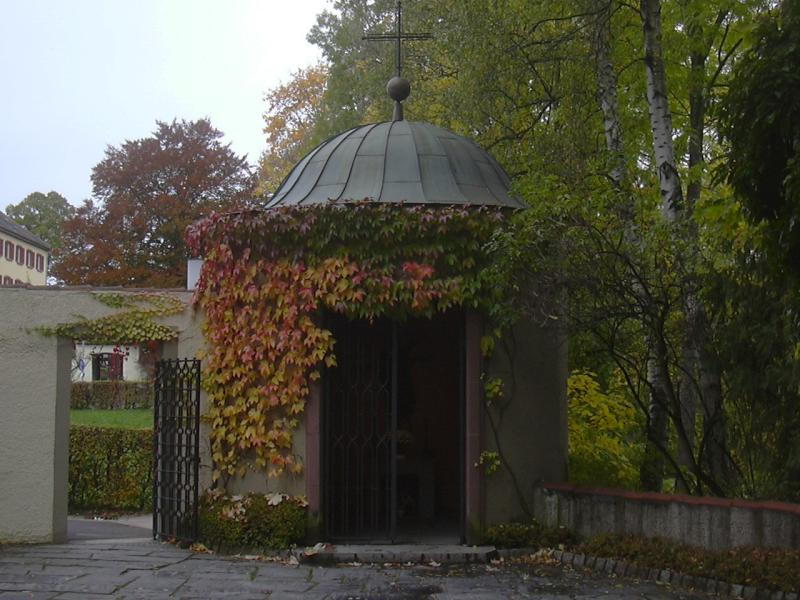
Gedächtniskapelle für Claus und Berthold von Stauffenberg in Lautlingen, 2005
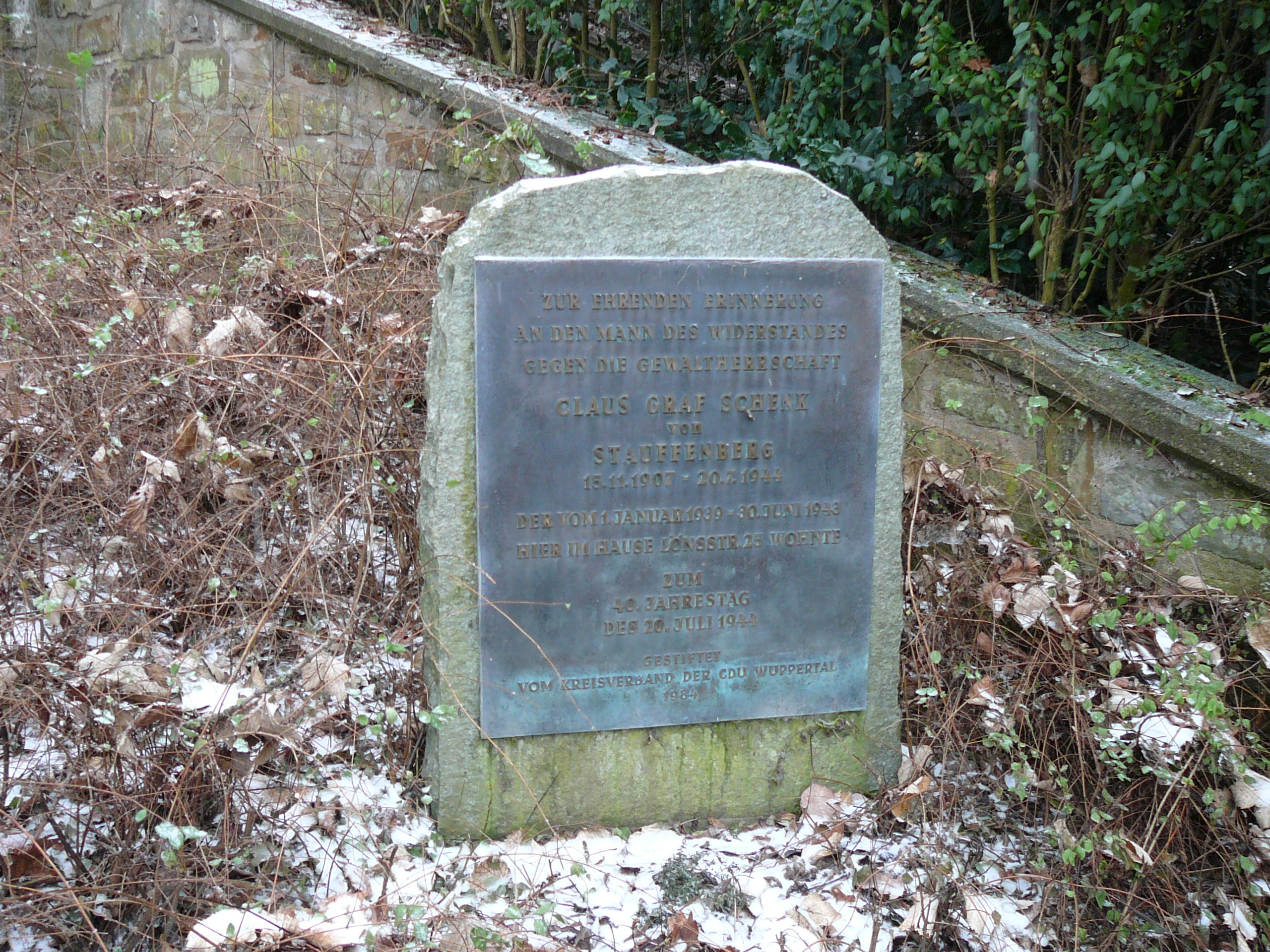
Gedenktafel in Wuppertal, 2009
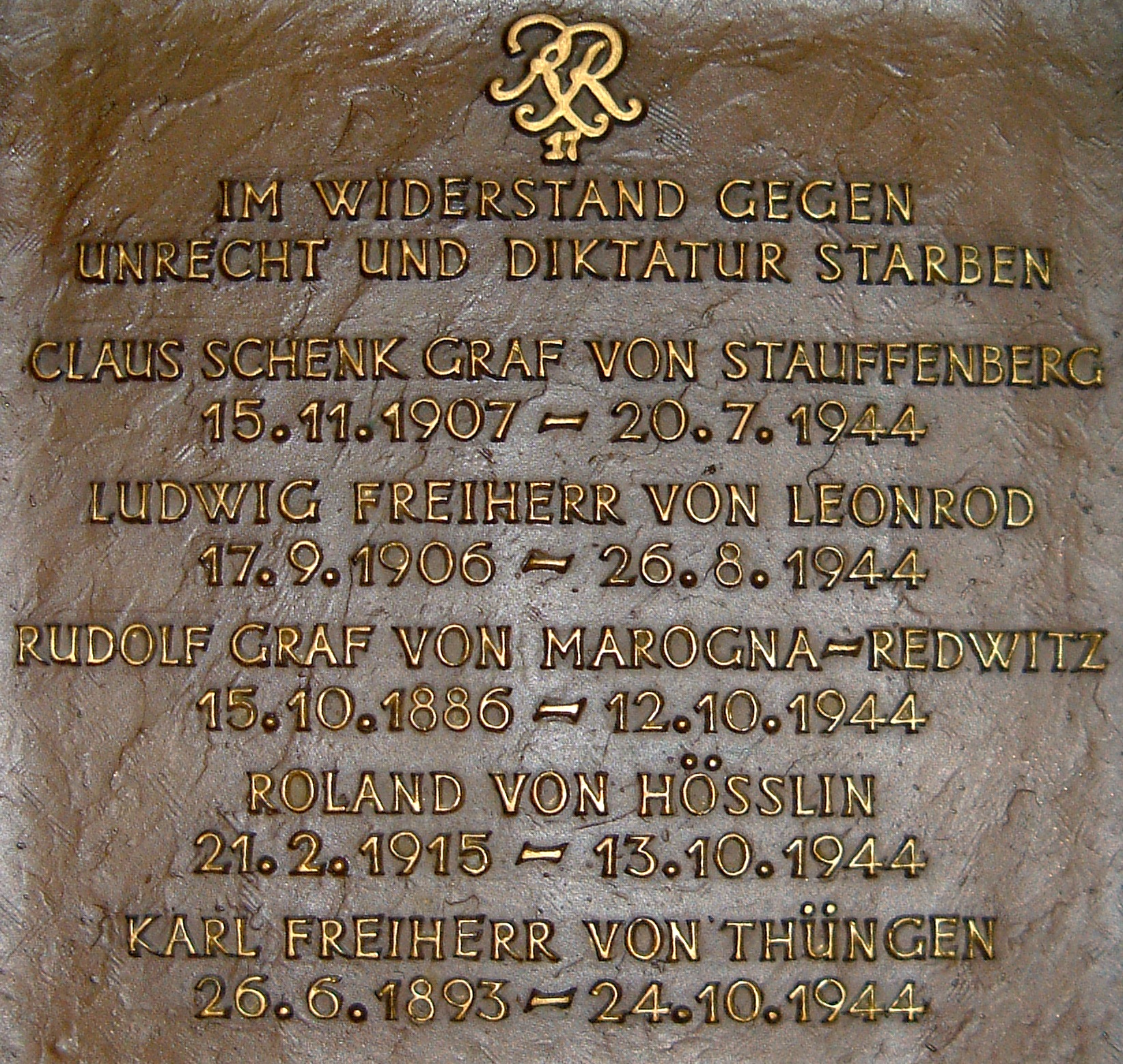
Gedenktafel im Bamberger Dom, 2007
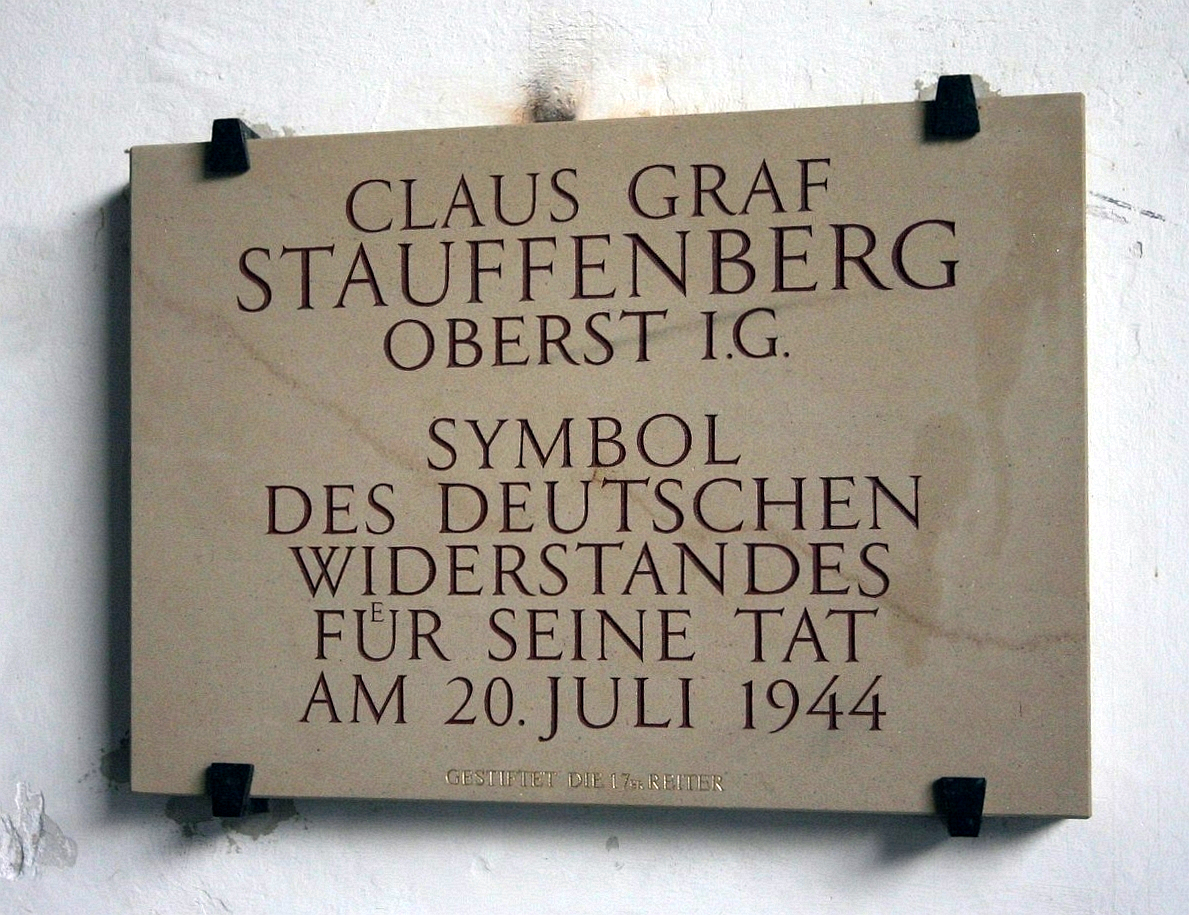
Gedenktafel am alten Bamberger Rathaus, gestiftet vom 17. Reiterregiment
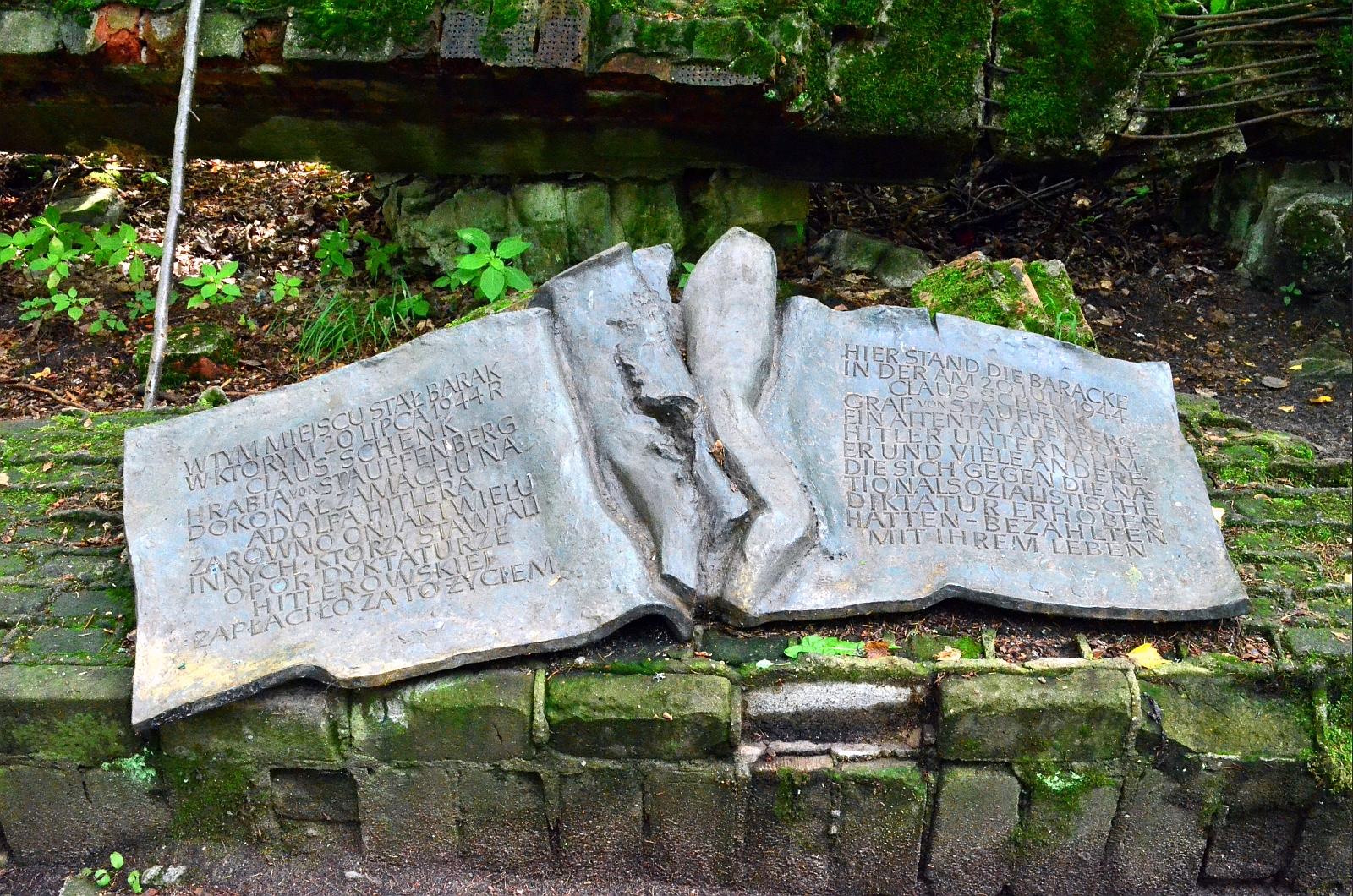
Wolfsschanze: Gedenktafel für das Attentat vom 20. Juli 1944.
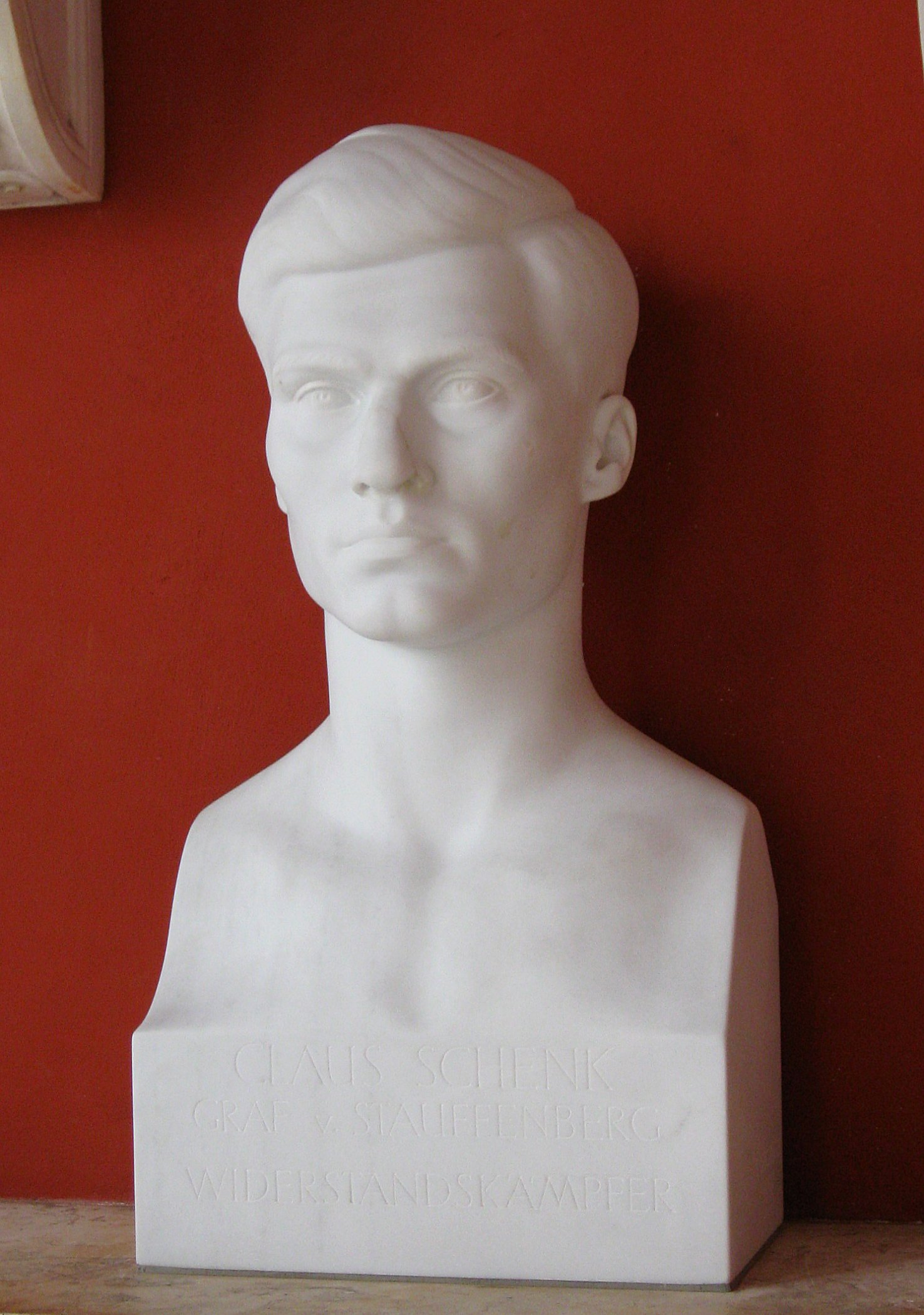
Stauffenberg-Büste in der Münchener Ruhmeshalle
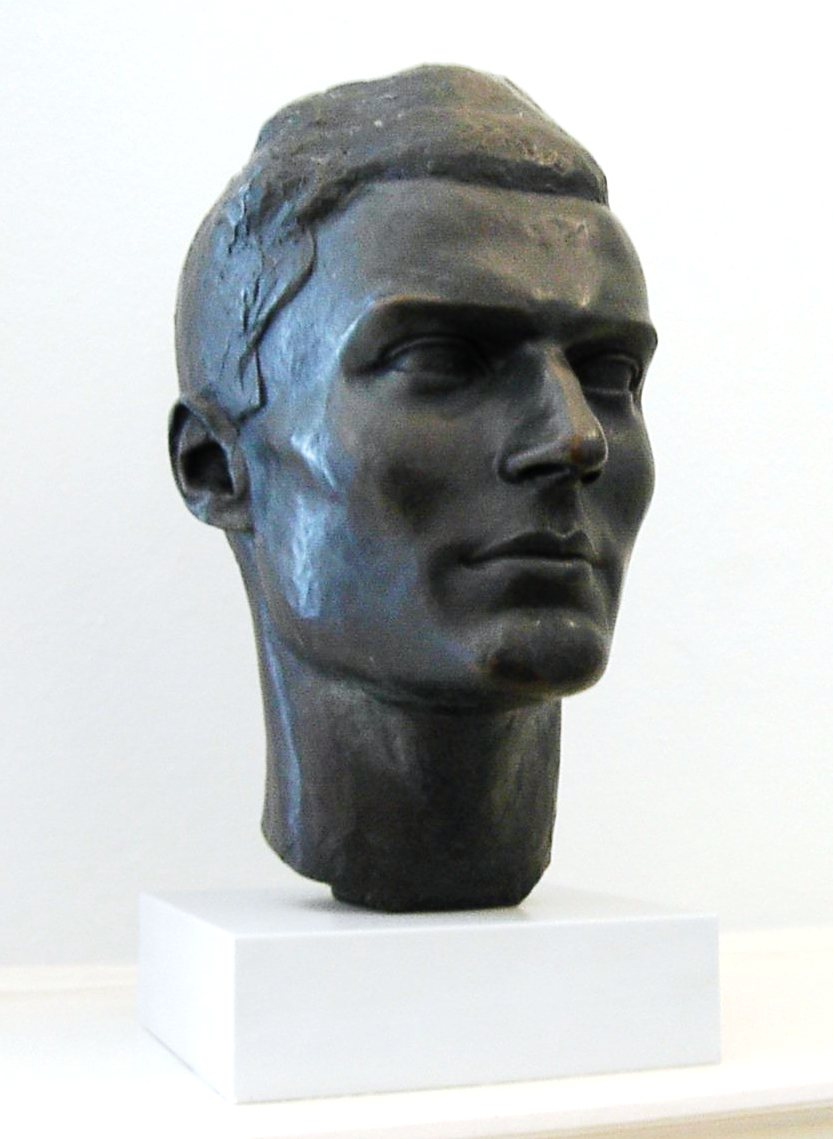
Stauffenberg-Büste von Frank Mehnert (1930)
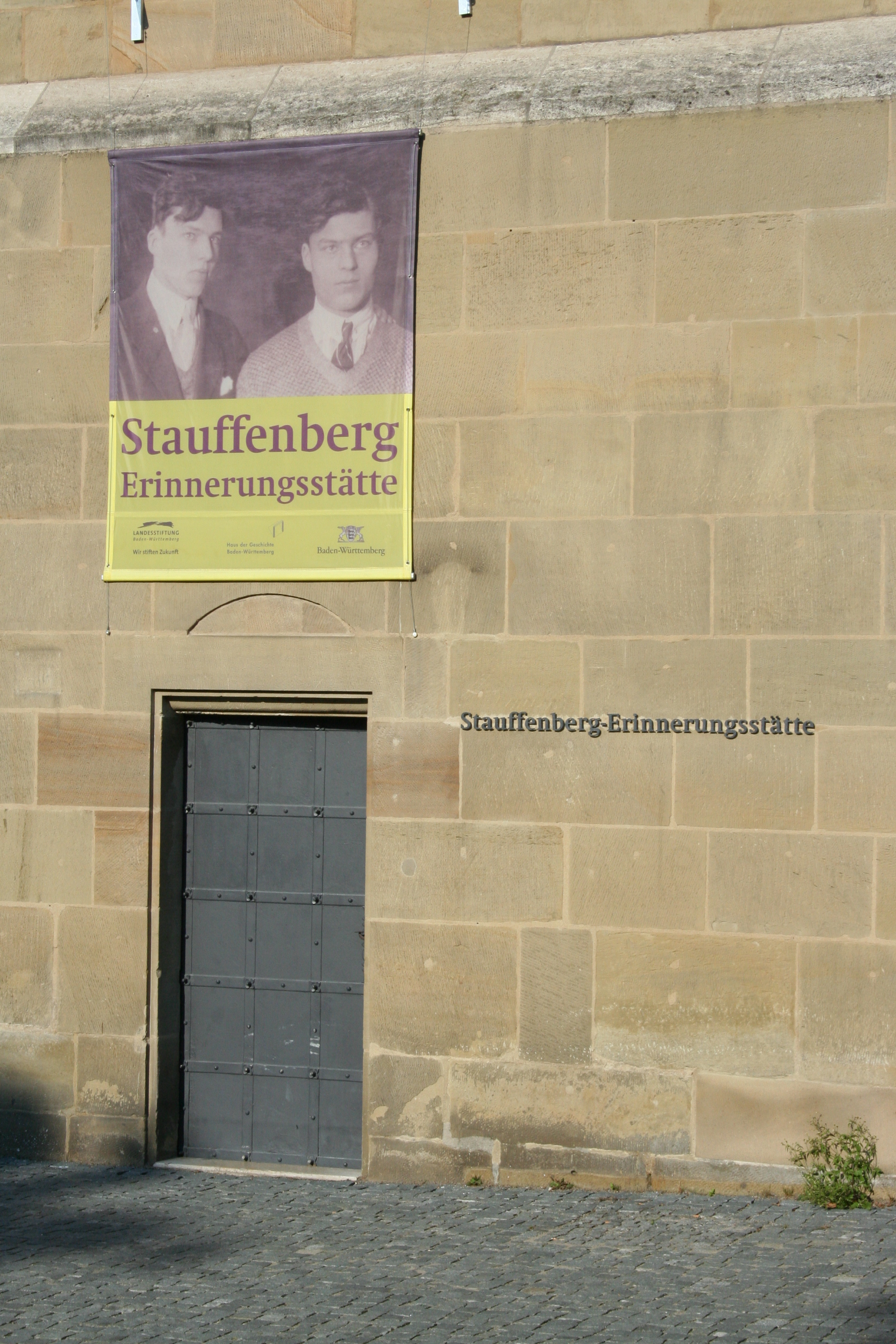
Stauffenberg-Erinnerungsstätte im Stuttgarter Alten Schloss
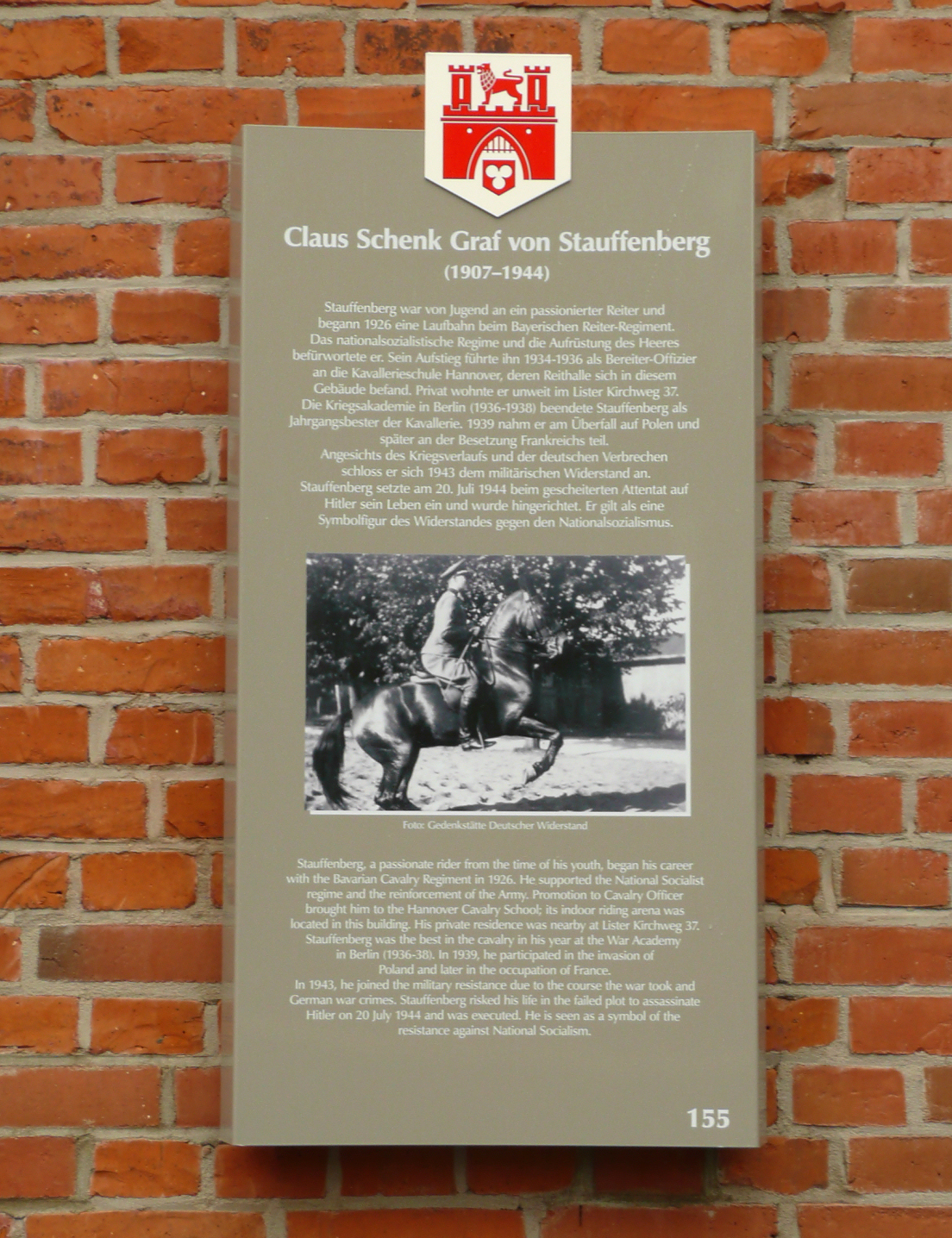
Stadttafel in Hannover an der Königlichen Reithalle
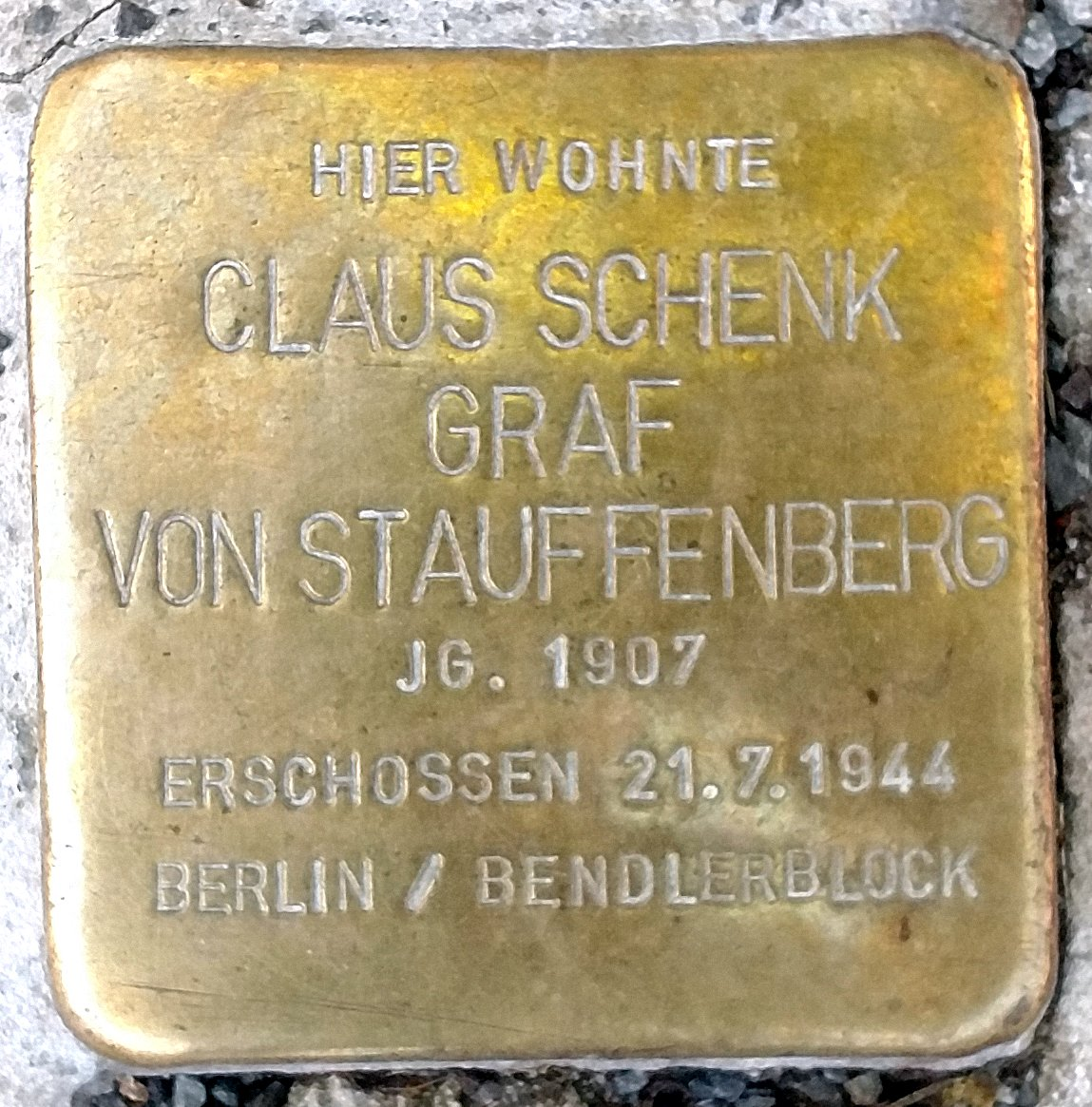
Stolperstein in Bamberg

## Film
Von Stauffenberg wurde im Film unter anderem von folgenden Schauspielern dargestellt:
- Bernhard Wicki in Es geschah am 20. Juli (1955)
- Wolfgang Preiss in Der 20. Juli (1955)
- Gérard Buhr in Die Nacht der Generale (1967)
- Alfred Struwe in Befreiung – Teil 3: Die Hauptstoßrichtung (1969)
- Horst Naumann in Claus Graf Stauffenberg (1970)
- Joachim Hansen in Operation Walküre (1971)
- Brad Davis in Stauffenberg – Verschwörung gegen Hitler (1990)
- Harald Schrott in Die Stunde der Offiziere (2004)
- Sebastian Koch in Stauffenberg (2004)
- Tom Cruise in Operation Walküre – Das Stauffenberg-Attentat (2008)[93]
- Peter Becker in Stauffenberg – Die wahre Geschichte (2009)
- Oscar Beregi junior in Ein Käfig voller Helden. (Staffel 2, Folge 4). General Stauffen besucht das Stalag 13, um dort den Sprengstoff für das Attentat auf Hitler in Empfang zu nehmen.

## Bühnenstück
- David Sternbach: Stauffenberg – Die Tragödie des 20. Juli 1944. Stauffenberg heute – Wege aus der Ohnmacht. In: www.stauffenberg-heute.de. Dieve Verlag, archiviert vom Original am 10. Februar 2004; abgerufen am 14. Juli 2014. 1984, D. Als Buch im Dieve Verlag; 2. Auflage 1994, ISBN 3-927131-00-8.

### Bücher
- Sophie von Bechtolsheim: Stauffenberg. Mein Großvater war kein Attentäter. Herder, Freiburg / Basel / Wien 2019, ISBN 978-3-451-07217-8.
- Ursula Brekle: Familie Stauffenberg – Hitlers Rache. Bertuch, Weimar 2018, ISBN 978-3-86397-097-0.
- Ulrich Cartarius: Opposition gegen Hitler: Bilder Texte, Dokumente. Neuausgabe. Siedler, Berlin 1994, ISBN 3-88680-523-9 (Gesamtdarstellung des Widerstands).
- Marion Gräfin Dönhoff: Um der Ehre Willen. Erinnerungen an die Freunde vom 20. Juli. Siedler, Berlin 1994, ISBN 3-88680-532-8.
- Allen Welsh Dulles: Verschwörung in Deutschland. Schleben, Kassel 1949. (englisch) Originalausgabe: Germany’s Underground. Macmillan, New York 1947.
- Joachim Fest: Staatsstreich. Der lange Weg zum 20. Juli. Siedler, Berlin 1994, ISBN 3-88680-539-5 (Gesamtdarstellung vor allem des militärischen Widerstands).
- Hans Bernd Gisevius: Bis zum bittern Ende: Vom 30. Juni 1934 zum 20. Juli 1944. Ullstein, Frankfurt am Main / Berlin 1964.
- Winfried Heinemann: Unternehmen „Walküre“. Eine Militärgeschichte des 20. Juli 1944. De Gruyter Oldenbourg, Berlin 2019, ISBN 978-3-11-063275-0.
- Peter Hoffmann: Claus Schenk Graf von Stauffenberg und seine Brüder. DVA, Stuttgart 1992, ISBN 3-421-06533-0.
- Peter Hoffmann: Stauffenberg und der 20. Juli 1944. 2. Auflage. Beck, München 2007, ISBN 978-3-406-43302-3.
- Peter Hoffmann: Claus Schenk Graf von Stauffenberg: die Biographie. 4. Auflage. Pantheon Verlag, München September 2017, ISBN 978-3-570-55046-5.
- Jakobus Kaffanke, Thomas Krause, Edwin Ernst Weber (Hrsg.): Es lebe das „Geheime Deutschland“! Claus Schenk Graf von Stauffenberg. Person – Motivation – Rezeption. Beiträge des Sigmaringer Claus von Stauffenberg-Symposiums von 11. Juli 2009 (= Anpassung – Selbstbehauptung – Widerstand. Bd. 30). 2011, ISBN 978-3-643-10144-0.
- Thomas Karlauf: Stauffenberg: Porträt eines Attentäters. Blessing, München 2019, ISBN 978-3-89667-411-1.
  - Rezension von Sarah Pines, Neue Zürcher Zeitung, 20. Juli 2019.
- Joachim Kramarz: Claus Graf von Stauffenberg. 15. November 1907 – 20. Juli 1944. Das Leben eines Offiziers. Bernard & Graefe, Frankfurt am Main 1965.
- Christian Graf von Krockow: Eine Frage der Ehre. Stauffenberg und das Hitler-Attentat vom 20. Juli 1944. Rowohlt, Berlin 2002, ISBN 3-87134-441-9. (als Taschenbuch Rowohlt, Hamburg 2004, ISBN 3-499-61494-4).
- Christian Müller: Oberst i. G. Stauffenberg. Eine Biographie. Droste, Düsseldorf 1970, ISBN 3-7700-0228-8.
- Arnim Ramm: Kritische Analyse der Kaltenbrunner-Berichte über die Attentäter vom 20. Juli 1944. Ein Beitrag zur Geschichte des militärischen Widerstandes. Tectum, Marburg, 2003, ISBN 3-8288-8575-6.
- Manfred Riedel: Geheimes Deutschland. Stefan George und die Brüder Stauffenberg. Böhlau, Köln 2006, ISBN 3-412-07706-2.(Rezension von Gunilla Eschenbach, in: H-Soz-Kult. 31. Januar 2007.)
- Bodo Scheurig: Claus Graf von Stauffenberg. Colloquium, Berlin 1964.
- Ulrich Schlie: Claus Schenk Graf von Stauffenberg. Biografie. Herder, Freiburg im Breisgau 2018, ISBN 978-3-451-03147-2.
- Berthold Schenk Graf von Stauffenberg: Ein Kind als Volksfeind. In: Thomas Vogel (Hrsg.): Aufstand des Gewissens – Militärischer Widerstand gegen Hitler und das NS-Regime 1933–1945. Mittler, Hamburg / Berlin / Bonn 2001, ISBN 3-8132-0708-0, S. 287–295.
- Harald Steffahn: Stauffenberg. 3. Auflage. Rowohlt, Reinbek bei Hamburg 2002, ISBN 3-499-50520-7.
- Peter Steinbach: Claus von Stauffenberg-– Zeuge im Feuer. DRW, Leinfelden-Echterdingen 2007, ISBN 978-3-87181-709-0.
- Peter Steinbach: Claus Schenk Graf von Stauffenberg. Wagnis – Tat – Erinnerung. Kohlhammer, Stuttgart 2015, ISBN 978-3-17-022226-7.
- Gerd R. Ueberschär: Stauffenberg. Der 20. Juli 1944. Fischer, Frankfurt am Main 2004, ISBN 3-10-086003-9.
- Wolfgang Venohr: Stauffenberg. Symbol des Widerstands. 3. Auflage. Herbig, München 2000, ISBN 3-7766-2156-7.
- Eberhard Zeller: Oberst Claus Graf Stauffenberg. Ein Lebensbild. Schöningh, Paderborn u. a. 1994, ISBN 3-506-79770-0.
- Eberhard Zeller: Geist der Freiheit. Der zwanzigste Juli. 1952. (Neuauflage: Edition JF, Berlin 2004, ISBN 3-929886-20-0).

### Artikel
- Micha Brumlik: Die Ikonisierung Stauffenbergs. In: Blätter für deutsche und internationale Politik. Ausgabe 10/2007, S. 1209–1220.
- Richard J. Evans: Sein wahres Gesicht. In: Süddeutsche Zeitung, Magazin, Nr. 4/2009.
- Eberhard Fritz: Claus Schenk Graf von Stauffenberg und die Herzöge von Württemberg. Überlegungen zu den Motiven des Attentats vom 20. Juli 1944. In: Zeitschrift für Hohenzollerische Geschichte. Bd. 47, 2012, S. 225–261.
- Christian Hartmann: Claus Philipp Maria Graf Schenk von Stauffenberg. In: Neue Deutsche Biographie (NDB). Band 22, Duncker & Humblot, Berlin 2005, ISBN 3-428-11203-2, S. 679 f. (Digitalisat).
- Thomas Karlauf: Stauffenberg. Eine Motivsuche. In: Sinn und Form. Nr. 1/2010, S. 5–17.
- Hedwig Maier: Die SS und der 20. Juli 1944. In: Vierteljahrshefte für Zeitgeschichte. Bd. 14, Heft 3, 1966, S. 299–316 (PDF).
- Tim Pröse: Hitler-Attentäter des 20. Juli 1944 – „Immer wieder denke ich: Hättest du ihn doch nur erschossen!“ In: einestages. 18. Juli 2019.